# Ejército de República Dominicana
El Ejército de República Dominicana (abreviado como ERD) es la rama de las Fuerzas Armadas de la República Dominicana; resposabilizada en las operaciones militares terrestres. 
Como servicio militar uniformado es una de las tres dependencias de las Fuerzas Armadas . Este ejército está dirigido por el Comandante General Jorge Iván Camino Pérez; que también es miembro del Estado Mayor Conjunto. En el año fiscal 2023, la fuerza del ejército regular era de 22,712 soldados, de los cuales 19,217 eran hombres y 3,495 mujeres 4,890 conscriptos de los cuales tan solo 317 son mujeres y 1,279 Asimilados Militares, todos hombres La fuerza combinada era por tanto de 27,602 soldados Como rama de las fuerzas armadas de la República Dominicana, la misión de este ejército es «defender la integridad, soberanía e independencia de la Nación. Defender la Constitución, las leyes y las instituciones de la República. Concurrir en auxilio de la Policía Nacional para mantener o restablecer el orden público en casos excepcionales y formar parte de la Fuerza Pública bajo el control de la Junta Central Electoral durante las elecciones nacionales programadas por este organismo.»

## Historia

### Capitanía General de Santo Domingo y la Guerra de Reconquista
La isla Española, constituyó un importante enclave a lo largo de todo el período colonial y albergó como sede a la Audiencia de Santo Domingo, la primera en América (1511), cuya jurisdicción se extendía sobre todo el Caribe. En 1697, por la Paz de Ryswick quedó dividida en dos comunidades: la hispana en la zona oriental y la francesa en la occidental; permaneciendo así hasta 1795, con la cesión de la soberanía sobre el occidente de la isla a Francia por el Tratado de Basilea, siendo recuperada la soberanía española en 1808. Proclamada independiente en 1821, ocupada por Haití en 1822, de nuevo liberada en 1844, e incorporada de nuevo a España en 1861 por decisión de sus propios gobernantes, se constituyó definitivamente en república independiente en 1865.
Por estos avatares y vaivenes políticos y por su posición y situación estratégica, la historia bélica de Santo Domingo es larga y compleja. En el siglo XVIII, en esta isla está marcado en lo exterior, por una racional defensa y por cierta calma en cuanto a conflictos internacionales librados en su suelo. Sin embargo, en el interior de la isla a lo largo de la frontera entre las posesiones españolas y francesas, una línea Norte-Sur, nada clara y poco definida; constituía una zona de continua fricción y problemas.
Distribución de los cuerpos de milicias de la Capitanía General de Santo Domingo para el 1721:
| Infantería                     | C.ías | Capitanes | Alféreces | Sargentos | Of. Reforms. | Cabos | Soldados | Total |
| ------------------------------ | ----- | --------- | --------- | --------- | ------------ | ----- | -------- | ----- |
| Santo Domingo                  | 5     | 5         | 5         | 5         | 36           | 18    | 439      | 508   |
| San Carlos                     | 2     | 2         | 2         | 2         | 3            | 9     | 119      | 137   |
| San Lorenzo de los Negros Mina | 2     | 2         | 2         | 2         | 8            | 8     | 96       | 118   |
| Santiago                       | 6     | 6         | 6         | 6         | 28           | 19    | 561      | 626   |
| La Vega                        | 2     | 2         | 2         | 2         | 8            | 8     | 312      | 334   |
| Cotuí                          | 2     | 2         | 2         | 2         | 1            | 7     | 135      | 149   |
| Hincha                         | 2     | 2         | 2         | 2         | 1            | 8     | 190      | 205   |
| Bánica                         | 2     | 2         | 2         | 2         | 2            | 3     | 127      | 138   |
| Azua                           | 3     | 3         | 3         | 3         | 4            | 7     | 206      | 226   |
| Higüey                         | 1     | 1         | 1         | 1         | 0            | 3     | 54       | 60    |
| El Seibo                       | 2     | 2         | 2         | 2         | 4            | 9     | 162      | 181   |
| Bayaguana                      | 1     | 1         | 1         | 1         | 0            | 5     | 78       | 86    |
| Monte Plata                    | 1     | 1         | 1         | 1         | 2            | 2     | 60       | 67    |
| Total                          | 31    | 31        | 31        | 31        | 97           | 106   | 2539     | 2835  |
| Caballería                     | C.ías | Capitanes | Alféreces | Sargentos | Of. Reforms. | Cabos | Soldados | Total |
| Santo Domingo                  | 2     | 2         | 2         | 2         | 2            | 7     | 74       | 89    |
| Santiago                       | 1     | 1         | 1         | 1         | 1            | 2     | 49       | 55    |
| Azua                           | 1     | 1         | 1         | 1         | 1            | 3     | 53       | 60    |
| Total                          | 4     | 4         | 4         | 4         | 4            | 12    | 176      | 204   |
| Total General                  |       |           |           |           |              |       |          | 3039  |

En 1738, es promulgado el "Reglamento para la guarnición de la plaza de Santo Domingo, en la isla Española, castillos y fuertes de su jurisdicción". Con ello se pretendía subsanar muchos de los defectos advertidos en el ejército ubicado en la isla, como: desigualdad en las dotaciones de las compañías, en unas sobraban soldados y en otras faltaban; sueldos diferentes en oficiales de idéntica graduación, dándose incluso la paradoja de que algunos soldados cobraban más que los sargentos; diversidad en la forma de vestir de cada militar; pocas órdenes para asegurar la disciplina, etc. A fin de remediar estas deficiencias, el Reglamento establecía, entre otras, las siguientes disposiciones:
- Creación del Batallón Fijo, con seiscientos treinta y siete hombres, incluidos sargentos y tambores, "que son los que se consideran para una vigorosa defensa". Habría siete compañías de Infantería (una de ellas de Granaderos), una de Artillería y dos de Caballería, que sustituían a las Tropas del Norte y del Sur.
- Salarios iguales y correspondientes según graduación y mando, más unas gratificaciones adicionales para Oficiales y Suboficiales, si sus compañías se mantenían con un número determinado de soldados. Ninguna persona perteneciente a Clase o Tropa podía ocupar dos puestos o percibir dos salarios.
- Autorización para que la mitad de los hombres de cada compañía pudieran ser naturales de la isla, si reunían los requisitos de descender de españoles peninsulares, ser solteros, no ejercer ningún otro oficio (la dedicación exclusiva al ejército se hace extensible a todos los miembros de las Fuerzas Armadas), alojarse en los cuarteles y hacer el servicio igual que los procedentes de España.

- Edad de enrolamiento: dieciséis años para los nacidos en España y veinte para los criollos.
- La caballería miliciana quedaba bajo el mando del Capitán más antiguo de las dos compañías de caballos fronterizas recién formadas.
- Unificación de los uniformes. El de cada compañía tendría unos distintivos diferentes.
- Exigencia de cierto nivel cultural (saber leer y escribir), para poder ser suboficial.
- Creación de una academia donde instruir a los soldados, al objeto de tener militares bien preparados. En ella debía enseñarse arquitectura militar, defensa y ataques de plazas, manejo de armas, formación de batallones y escuadrones, geometría, trigonometría, cosmografía, náutica y otras facultades útiles al servicio de mar y tierra, según especifica el dicho Reglamento.

Algunas de las unidades formaron parte de la guarnición de la Capitanía General de Santo Domingo, durante el periodo colonial fueron:
- El Batallón Fijo de Santo Domingo (formado en 1738) constituido de 6 Compañías de Fusileros, 1 de Granaderos, 1 de Artilleros, 2 de Caballería con un total de 637 hombres y en 1771 aumentado por una 7a y 8a compañías de Fusileros y en 1773 a 12 compañías. Su uniforme era casaca, chupa y calzón blanco, con vueltas y cuello de color azul. Sombrero negro de tres picos con galón blanco y escarapela encarnado con distintivos.

- La Compañía de Artillería, esta unidad se levantó en la isla a principios del siglo XVIII y se mantuvo hasta la retirada de las tropas españolas de Santo Domingo. A lo largo de todo este periodo sus efectivos sufrieron varias modificaciones, denominándose al principio "Compañía de Artilleros", sin que su jefe contara con las prerrogativas de un auténtico Capitán del Arma de Artillería hasta 1716, año en que se nombró a Diego de Figueroa como Capitán de la Compañía.
- Las dos Compañías de Caballería que existían en 1720 en las costas norte y sur de la frontera con la parte francesa de la isla, estaban formadas por "patricios " de aquellas tierras, pero gozaban de un sueldo igual que les correspondía a los Soldados del Presidio de Santo Domingo.
- Las Milicias Santo Domingo, Compañías Blancas de Milicias Voluntarias de infantería de Santo Domingo, Junto a las fuerzas de Dotación, contribuían a la defensa de la isla las Compañías Milicianas de Voluntarios, existentes ya desde principios de siglo. No cumplían su servicio en un lugar concreto, sino que eran enviadas a distintos lugares de la isla en caso de alertas, peligros o conflictos reales, o bien para completar la dotación en caso de que mermase excesivamente la tropa veterana. Esta milicia antigua, como todas las de su clase antes de la reforma, estaban en un principio bastante desorganizado y faltas de instrucción y reglamentación y por tanto poco y mal uniformadas.
- Compañías de Morenos Voluntarios de Infantería de Santo Domingo, el ingreso a las compañías de dotación estaba vedado a aquellos americanos que no fueran descendientes de españoles y de raza blanca, exceptuando a los Tambores que debían ser gente de color. Si bien esta norma imperaba para estas tropas regulares, bien distinta era la recluta en las milicias, donde si estaba permitido, más bien obligado, el ingreso de los hombres de otras razas distintas de la blanca, eso sí, manteniendo la diferenciación de las unidades por separado según el color de la piel de los hombres que habrían de inscribirse en ella, sin mezclarlas entre sí, o al menos entre las blancas y las de otras procedencias raciales. Por tanto la misma división que tan marcadamente caracterizó a la sociedad colonial, se mantuvo intacto a la hora de levantar y reglar las milicias y clasificarlas en unidades de Blancos, de Pardos y Morenos, Otra cuestión diferente será la participación de los indios en las milicias, cuestión bastante regulada y cuidada por las autoridades militares de zonas de o con numerosa población de dicho origen, cuestión que no era el caso en Santo Domingo.
- Voluntarios de Caballería de Santo Domingo: en 1774 permanecían en Santo Domingo, 6 Compañías de Voluntarios de Caballería con un total de 300 hombres. Estaban destinados a servicios de guarnición y, llegado el momento de campaña, en torno a la frontera con la parte francesa. Dichas Compañías se levantaron en las jurisdicciones de Dajabón (Dajabón), Santiago, San Miguel de la Atalaya y San Juan de Bany. Posteriormente en 1784 se reorganizaron estas compañías y fueron instruidas para que realizaran su servicio a "la Dragona", es decir, que usaran el caballo para desplazarse rápidamente al lugar de las operaciones y una vez allí echaran el pie a tierra y combatieran como la infantería.

En 1757, se produce una sublevación de las tropas del batallón fijo de Santo Domingo que se encierran en la Catedral Primada y amenazan con asesinar a sus oficiales por el impago de sus sueldos (3 años), con mediación del Arzobispo se les paga lo único que pueden aportar las cajas reales (3 meses a cada uno) y el resto se le pide a México como extraordinario, también se les concede el perdón.
Las Milicias fueron reorganizadas en 1769 y quedaron conformadas por 15 Compañías de Voluntarios de Infantería (12 de Blancos y 3 de Morenos) y 6 de Caballería ("Voluntarios de Dragones de Santo Domingo" en 1784).
En 1772, se ordenó la sustitución en el servicio de las dos Compañías de la Frontera por tres Compañías de Infantería pertenecientes al Batallón Fijo de Santo Domingo. Dichas tres Compañías se alternarían con las nueve restantes cada 6 meses para defender las fronteras norte y sur. Además se creó la Compañía de Fieles Prácticos de la Frontera, una suerte de expertos baquianos y buenos conocedores de la zona, de los pasos y del relieve, que debían actuar como apoyo de las tropas normales de infantería. Estaban integradas por vecinos naturales de la región y fueron de una extraordinaria utilidad para el control de la frontera.
Las tropas españolas en la isla fueron reduciéndose paulatinamente ésta fue perdiendo importancia en la colonización, lo que propició más fácilmente las ocupaciones francesas de 1801 y 1805. En 1795 Santo Domingo es cedido a Francia por el Tratado de Basilea, pero el Ejército Francés de Toussaint Louverture no tomó posesión del territorio hasta el 1801. 
A principios de 1810 es creado el Batallón Auxiliar de Tropas Españolas de la Isla de Santo Domingo por el virrey (arzobispo) Francisco Javier de Lizana, para el refuerzo de la mencionada isla con la intención de frenar cualquier intento de expansión napoleónica hacia el continente americano. La fuerza de este cuerpo consistía en 2 compañías de fusileros y 1 de granaderos, de 100 hombres cada una.
El ejército de reconquista encabezado por el brigadier General Juan Sánchez Ramírez, Diego Polanco en el Cibao y Ciriaco Ramírez en el sur son respaldadas por las milicias nacionales (tropas españolas y francesas) comandadas por el Capitán Tomas Ramírez Carvajal. Pero sus tropas en su mayoría hatera, era de tan solo unos 1,700 hombres, por lo que Ramírez negoció con los ingleses y con el capitán general de Puerto Rico para el envío de más hombres para la toma de Santo Domingo. En agosto de 1809 entra triunfante a la ciudad Juan Sánchez Ramírez en grado de gobernador de la isla. Con el nuevo gobierno se crean dos batallones de infantería para cubrir las plazas militares que son denominados: uno "batallón fijo de Santo Domingo" al mando del teniente coronel José María de Foxa y el otro "batallón de morenos libres" al mando del teniente coronel Pablo Ali. Amén de estos cuerpos se organizó el de artillería al mando del coronel José Massot; batallones de milicias disciplinadas, del que fue jefe superior el teniente coronel Rafael Conti; escuadrones de caballería y compañías de milicias urbana y rural y piquetes italianos formados por 4 capitanes, 3 tenientes, 2 alférez, 6 sargentos, 3 tambores, 4 cabos y 62 soldados.

### Invasión de Boyer
Al momento de la invasión que se realizó más o menos de una forma pacífica el regimiento "Cantabria" se retiró a nueva España junto con la compañía de artillería. El batallón fijo fue llevado a Puerto Príncipe y masacrado brutalmente por orden de Boyer.
Las fuerzas Haitianas que ocuparon el país fueron 11 regimientos: el 5, 6, 7, 11, 13, 14, 15, 23, 26, 27, 28. Que conformaban todos un total de 2,200 hombres y además 2 compañías de artillería y 3 regimientos de caballería; cazadores, carabineros y granaderos a caballo. Todas estas muy mal pagadas y con poquísima disciplina, el distrito lo comandaba el General de División Borgella y el comandante de la plaza era el General de Brigada Boregrand que era asistido por tres ayudantes generales. En Samaná se encontraba el General Jousint con 400 hombres, en el seibo un General de Brigada al mando de 100 hombres, en Bayaguana un Coronel con 80 hombres, en santiago el General Alexandre Morissette con 200 y en los pueblos del interior seguían al mando los mismos comandantes que había antes de Boyer.

### La Guerra de la Independencia
El Ejército Nacional es denominado como tal a partir de la Ley n.º 928, del 17 de mayo de 1928. Sin embargo, ese componente terrestre, definido como Ejército de Tierra en la Constitución de 1844, nació prácticamente con la República, reflejado en las acciones militares desarrolladas por los patriotas el 27 de febrero, encabezadas por el trabucazo del prócer Matías Ramón Mella.
Los integrantes de ese primer ejército provenían de las unidades haitianas conocidas como los Regimientos 31, 32 y 33, que funcionaban en Santo Domingo, los dos primeros, y en Santiago, el tercero y que estaban compuestos en su gran mayoría por dominicanos, así como de las diferentes dotaciones de la Guardia Cívica, que funcionaban en las provincias, en cuyo cuerpo ingresó e hizo carrera el patricio Juan Pablo Duarte y Diez.

Bandera del Ejército Nacional. Los colores en el cuertel inferior derecho representan a las armas en que está subdividido el Ejército. El Verde representa a la infantería, El Blanco, a la Aviación, El Rojo, a la Artillería y El Amarillo a la caballería.

Las Victorias de Azua y Santiago, los días 19 y 30 de marzo de 1844 respectivamente, fueron pues un reflejo de la aptitud y capacidad militar de los dominicanos, quienes contaron con la asesoría de militares expertos de otras nacionalidades, principalmente de Francia, los que prefirieron acogerse al manto de la nueva nación, antes que verse sometidos al yugo de sus antiguos esclavos.
No obstante la afanosa actividad militar posterior a la proclamación de la Independencia Nacional, se ha acogido el 29 de noviembre para celebrar el aniversario del Ejército Nacional, a propósito de la emisión del Decreto n.º 23 de esa fecha de 1844, citado anteriormente.
El 14 de diciembre del mismo año se formaron el 1.º y 2.º Regimientos Dominicanos, compuestos de veteranos de la recién finalizada campaña, cuyas fuerzas actuarían en forma rotativa para sustituir las tropas del Ejército Expedicionario del Sur, bajo el mando del General de Brigada Antonio Duvergé y el de las fronteras del Norte, comandado por el General de División Francisco A. Salcedo.
Se crearon además varias unidades distribuidas en diferentes partes del país: El Batallón Ocoa, en Baní, integrado por veteranos de la región y compuesto por dos Compañías de Fusileros, una de Cazadores y otra de Granaderos; el Batallón Nigua, en San Cristóbal; el Regimiento Seibano, formado con las tropas de El Seibo, de Hato Mayor y un Batallón con asiento en Higüey.
Mientras las Fuerzas Militares las formaban las guarniciones de Santo Domingo con dos Regimientos de Infantería n.º 1, "Dominicano" y n.º 2, "Ozama" cada uno formado por dos batallones, un Escuadrón de Caballería y el Batallón de Obreros del Arsenal; en Bani, Batallón Ocoa y cuatro compañías sueltas, en Samaná, una compañía de Artillería; en Neyba, 9 compañías sueltas, incluyendo una de Artillería; en San Cristóbal; en Puerto Plata, un Batallón; en Santiago de los Caballeros se crea el 3.er. Regimiento y una Compañía de Artillería ; en Azua, el "Batallón Azuano"; en San Juan de la Maguana, el "San Juan" y la "Compañía de Los Llanos"; en Higüey, un Batallón, en la Vega, un Regimiento de Infantería, una Brigada menor de Artillería y un Escuadrón de Caballería; Brigadas de Artillería en Santiago, la Capital y Puerto Plata. Contando además el Ejército Expedicionario del Sur con 5 Batallones con cuartel fijo y otras unidades de tropa que eran rotadas entre las distintas Comandancias de Armas y El Ejército del Sur.
Distribución de las unidades del Ejército Nacional a través del país:
| Provincias - Comunas | Brigada de Art. | Comp. de Artillería | Comp. de Obreros | Regimiento de infantería | Batallón Suelto de infantería | Comp. Suelta de Infantería | Escuadrón de Caballería |
| -------------------- | --------------- | ------------------- | ---------------- | ------------------------ | ----------------------------- | -------------------------- | ----------------------- |
| Santo Domingo        |                 |                     |                  |                          |                               |                            |                         |
| Santo Domingo        | 1               |                     | 4                | 2                        |                               |                            | 1                       |
| Monte Plata          |                 |                     |                  |                          |                               | 1                          |                         |
| San Cristóbal        |                 |                     |                  |                          |                               | 2                          |                         |
| Baní                 |                 |                     |                  |                          | 1                             |                            |                         |
| Azua                 |                 |                     |                  |                          |                               |                            |                         |
| Azua                 | 1               |                     |                  |                          | 1                             |                            |                         |
| Las Matas de Farfán  |                 |                     |                  | 1                        |                               |                            |                         |
| San Juan             |                 |                     |                  |                          | 1                             |                            |                         |
| Neyba                |                 |                     |                  | 1                        |                               |                            |                         |
| Santiago             |                 |                     |                  |                          |                               |                            |                         |
| Santiago             | 1               |                     | 3                | 1                        |                               |                            | 1                       |
| S. J. de las Matas   |                 |                     |                  |                          | 1                             |                            |                         |
| Puerto Plata         | 1               |                     |                  |                          | 1                             |                            |                         |
| La Vega              |                 |                     |                  |                          |                               |                            |                         |
| La Vega              |                 |                     |                  | 1                        |                               |                            |                         |
| Macorís              |                 |                     |                  | 1                        |                               | 3                          |                         |
| Cotuí                |                 |                     |                  |                          |                               | 1                          |                         |
| Seibo                |                 |                     |                  |                          |                               |                            |                         |
| Seibo                |                 | 1                   |                  | 1                        |                               |                            |                         |
| Higey                |                 | 2                   |                  |                          | 1                             |                            |                         |
| Samaná               | 1               |                     | 1                |                          |                               |                            |                         |
| Total                | 5               | 3                   | 8                | 8                        | 6                             | 7                          | 3                       |

Mediante el Decreto n.º 61 de fecha 15 de julio de 1845, se establece una especie de primera Ley Orgánica, que contaba de 43 artículos y derogaba el Decreto n.º 23. En el mismo se establecía la composición, el uso de uniformes, banderas y estandartes; disposición sobre el empleo y manejo de los armamentos (instrucción del cañón para los artilleros, fusil y sable para la infantería y lanza para la caballería), tanto del Ejército Permanente como de la Guardia Cívica Nacional.
La infantería estaba organizada en regimientos, compuestos por dos batallones y estos a su vez, por seis compañías, con un efectivo de 63 hombres; el estado mayor del regimiento estaba compuesto por 8 hombres y el del batallón, de 4 hombres. La artillería estaba organizada en brigadas y medias brigadas, compuestas por cuatro y dos compañías respectivamente, con un efectivo de 53 hombres; el estado mayor de la brigada estaba integrado por 8 hombres y el de la media brigada, por 4 hombres. La caballería estaba organizada en escuadrones, compuestos por compañías, con un efectivo de 53 hombres; el estado mayor del escuadrón estaba compuesto por 3 hombres.
Para ese mismo año de 1845 los principales oficiales del ejército dominicano eran:
- General de División Pedro Santana y Familia, Presidente de la República y Jefe Supremo del Ejército, y su estado mayor formado por los Coroneles Juan Esteban Aybar y Merced Marcano jefe y subjefe respectivamente, además de los Tenientes Coroneles G. Ruiz y Juan Evertz, junto con otros oficiales de menor graduación cuyos nombres y grados han sido imposible localizar.
- General de Brigada Manuel Jiménez, secretario de Estado del despacho de Guerra y Marina (Primer nombre del hoy conocido como Ministerio de Defensa) y su Estado Mayor formado por el teniente coronel J. N. Ravello y el capitán Jacinto de la concha.
- General de División José Joaquín Puello, comandante de la provincia de Santo Domingo y su Estado Mayor formado por el general de Brigada Felipe Alfau y el coronel Gavino Puello.
- General de División Francisco A. Salcedo, comandante de la provincia de Santiago y jefe de las Fronteras del Norte y sus Estado Mayor formado por el teniente coronel F. Salcedo y el capitán Basileo Fondeur.
- General de Brigada Antonio Duverge, comandante de la provincia de Azua y jefe del Ejército Expedicionario del Sur. Su Estado Mayor estaba formado por el teniente coronel Vicente Noble, comandante Francisco Domínguez, capitán ayudante Buenaventura Alcantara y el alférez Luis Sánchez.
- Coronel de Marina Juan Bautista Cambiaso, jefe de la Escuadra Naval y comandante del Puerto; Coronel José Gertrudis Brea, Comandante del Escuadrón de Caballería; Coronel de Artillería Ángel Perdomo director del Arsenal del Estado; Coronel J. Bernal, médico jefe del Hospital Militar, además de otros oficiales entre los que se destacan el coronel Manuel de la Regla Mota, teniente coronel Buenaventura Báez y el general de Brigada José María Imbert.

En 1845 las Fuerzas terrestres con que contaba los Ejércitos Expedicionarios en las Fronteras del Sur y del Norte, eran las siguientes; 
- En el Ejército Expedicionario del Sur al mando del General Duverge, dos Batallones en rotación de los Regimientos Ozama y Dominicano; Batallón Nigua; Batallón Azuano; Batallón San Juan, Batallón Higüey; Batallón de Bani; 1 Regimiento de Infantería; 1 División de Infantería al mando del Comandante Puello, denominada Primera División Dominicana, 1 Compañía del Batallón Africano; 1 Compañía de los Llanos, y varias otras unidades sin denominación fija. Sin duda alguna estas tropas no representan el completo del Ejército Expedicionario del Sur, pero los documentos oficiales no arrojan más luz sobre el particular; además, estas unidades eran rotadas constantemente.
- El General de División Francisco A. Salcedo, Comandante en Jefe de las Fronteras del Norte, con asiento en Santiago de los Caballeros, disponía de las siguientes fuerzas: Regimiento de Infantería Yaque; 1 Brigada de Artillería y una Compañía de Policía Montada.

Durante la Primera República, periodo que abarca desde el año 1844 al 1861, el Ejército Dominicano llegó a alcanzar niveles de organización y eficiencia de estimable notoriedad. Como ejemplo de ello bastaría reseñar el hecho de la consecución y preservación de la independencia nacional, con la victoria dominicana sobre reiteradas invasiones militares haitianas en el período de 12 años que siguió a la proclamación de la independencia.
Cuatro campañas militares y más de 15 batallas victoriosas, le dieron a la llamada Guerra de la Separación los entornos de una gran epopeya nacional, donde las armas dominicanas solo vieron nublarse momentáneamente el sol del triunfo en las primeras acciones de la campaña de 1849, que sirvieron para que la Loria brillara con resplandor renovado en la monumental Batalla de Las Carreras.
El Ejército Dominicano poseía, además, una estructura logística fundamentada en la prioridad bélica de la nación y una reglamentación militar eficaz extremadamente elaborada. Además, disponía de una burocracia efectiva, estructuras de instrucción básica operativa y una justicia militar rigurosa. En esta organización, encontramos notorias influencias españolas, aunque en el armamento tendríamos una diversidad de orígenes, donde por circunstancias históricas predominaban el francés, el español y hasta el norteamericano hacia finales de la guerra.
La extracción social de éste Ejército fue predominantemente campesina y ello constituyó en principio un grave problema, ya que durante las campañas, la agricultura y la ganadería dominicanas quedaron despojadas de mano de obra, llevando la producción nacional a momentos casi de inactividad total, por lo que sobre la base de una sabia organización se dispuso un método de rotación en la inscripción, que dejaba fuerzas humanas en la retaguardia para tales fines.
En virtud del Decreto n.º 664, del 24 de agosto de 1860, se crea la primera academia militar, con capacidad para cincuenta alumnos y sus estudios tendrían una duración de dos años, distribuidos en seis trimestres. Sin embargo esta iniciativa se vio truncada por la decisión política de anexar el país a España. La anexión a España en principio y la Guerra de la Restauración posteriormente, produjo una grave ruptura en la organización del Ejército Dominicano, pero no así en el aspecto doctrinal. La desaparición de la República y la ocupación española habría de producir también el desmembramiento del ejército para constituirse en una reserva local del Ejército Español, tras una rigurosa y esmerada depuración, en la que no cupieron ni fueron reconocidos como tales muchos de los oficiales y soldados del “antiguo Ejército Dominicano", como se le llamaría entonces.

### La Guerra de Restauración y la Segunda República
Sin embargo, en la Guerra de la Restauración, ante la imposibilidad de las fuerzas españolas de controlar a "los insurrectos", habría de operarse en doble sentido la vigencia de la doctrina del desaparecido Ejército Dominicano, ya que por un lado se hizo preciso activar las reservas para defender el Estado español y por otro lado, oficiales de ese antiguo cuerpo armado iban a capitanear al pueblo en armas contra el orden de cosas de la anexión española, produciéndose así una guerra de liberación nacional sin precedentes en nuestra historia, tanto por lo cruenta, como por lo elevado de su intensidad.
En tal sentido, esta guerra no iba a enfrentar preponderantemente la doctrina militar española con la ya definida doctrina militar dominicana, sino iba a enfrentar a dos partes significativas de la sociedad dominicana con la misma doctrina de guerra, y de paso, cabe aquí resaltar que cuando se tocaron los extremos, las fuerzas españolas no pudieron sofocar una insurrección popular que devastó con una velocidad asombrosa todo el territorio insular.
Las fueras españolas que fueron a la isla se organizaron de la siguiente forma su Comandante en Jefe es el Mariscal de Campo (General de División) Primo de Rivera y su jefe de Estado Mayor es el Coronel Ferrer Mora.
- I Brigada: Comandante, Brigadier Vizconde de Valmaseda, jefe de Estado Mayor: Comandante Valeriano Weyler, Batallones 1 y 5 de Infantería de Marina, Primer Batallón del Regimiento España y el Batallón de Cazadores de Isabel II.
- II Brigada: Comandante: Brigadier Izquierdo, jefe de Estado Mayor: Comandante Villar, Primer Batallón del Regimiento de La Habana, Batallón de Cazadores de la Unión y el Batallón Provisional n. 4
- Caballería: Segundo Escuadrón de Lanceros del Rey y la Sección de Escolta Cuartel General.
- Artillería: 2 Baterías de Montaña y una 1 Batería a pie.
- Ingenieros: 2 Compañías
- Sanidad: Hospital de Campaña y una Columna de evacuación.
- Administración Militar (Intendencia): 1 Compañía.

En total: 3 Generales, 42 Jefes, 320 Oficiales, 280 Sargentos y 6.942 Cabos y Soldados.112 mulos para Artillería, 126 para Administración, 100 bueyes, 30 carretas, 500 tiendas de campaña, 2000 útiles de zapa, 18 cañones, 9000 granadas, 2 200 000 cartuchos.
Tras la victoria de las fuerzas restauradoras y el retorno a la soberanía nacional, la reorganización y continuidad del Ejército Dominicano fue sumamente accidentada por un período de más de 50 años de inestabilidad política, producto del caudillismo y de frecuentes e interminables guerras civiles. Sin embargo, los gobiernos de este período que retornaron la organización militar de la Primera República y fortalecieron su maquinaria militar, lograron en esa misma medida no solo perpetuarse en el poder, sino estabilizar el país. Tal es el caso de los gobiernos de Buenaventura Báez y Ulises Heureaux, en lo que corresponde al siglo XIX.
El 1 de noviembre del 1865, justo después de la restauración de la República, la Organización del ejército dominicano era la siguiente:
- General en Jefe del Ejército (Presidente de la República)
- Estado Mayor del Presidente de la República: jefe de Estado Mayor; Subjefe de Estado Mayor; Comandante; 2 capitanes; 2 tenientes; 4 subtenientes; y 6 guías.
- Inspector general de Armas y 2 ayudantes.
- 2 generales jefes de Fronteras; a 2 ayudantes cada uno.
- 5 Comandantes de Armas de Provincias (Santo Domingo, Azua, Santiago, La Vega y El Seibo).
- 34 Comandantes de Armas para las comunes.
- Dirección del Arsenal: director general Jefe de Parque; Capitán Jefe de detal; Capitán Jefe de Obreros; Teniente Secretario, 20 Obreros.
- Comisaría Ordenadora: 7 Comisarios (Santo Domingo, La vega, Puerto Plata, Santiago, Samaná, Azua, El Seibo) y 7 Secretarios.
- Cuerpo de Sanidad Militar y Hospital Militar.
- Brigada de Artillería: Coronel; 2 Comandantes; Ayudante Mayor; Subteniente Abanderado; Sargento Tambor Mayor; Oficial Instructor; 4 Capitanes; 4 Tenientes; 4 Subtenientes; 4 Sargentos Primeros; 16 Sargentos segundos; 4 Cornetas; 16 Cabos Primeros; 16 Cabos Segundos, y 200 artilleros.
- Batallón de Infantería Ligera Ozama: Coronel; 2 Comandantes; Ayudante Mayor; Subteniente Abanderado; 4 Sargentos Cornetas de Órdenes; 6 Capitanes; 6 Tenientes; 6 Subtenientes; 6 Sargentos primeros; 24 Sargentos segundos; 12 cornetas; 24 Cabos Primeros, y 300 Soldados.
- Batallón Cazadores Restauración: con igual dotación que el Ozama.
- Ejército Auxiliar: General Jefe del Ejército Auxiliar, Secretario, y 690 hombres, que distribuidos en las distintas comandancias y puestos militares de la República efectuaban los deberes y servicios asignados junto al Ejército.

El General Ignacio María González, hizo algunos esfuerzos apreciables respecto a la organización militar, y en virtud del Decreto 1358 de 1874, creó en Santo Domingo, de una brigada de artillería y del batallón Restauración; en Santiago del batallón Yaque; en la Vega y Puerto Plata, de un batallón de cazadores cada una; y compañías de artillería en Puerto Plata, Santiago y Samaná. Los batallones de Santo Domingo y Santiago tenían una fuerza efectiva de 300 hombres, divididos en 6 compañías de 50 hombres cada uno formadas a su vez por: 1 Capitán; 1 Teniente; 1 Subteniente; 1 Sargento 1.er; 4 Sargentos 2.º; 4 Cabos; Corneta de Órdenes; Tambor y 36 Soldados. El batallón de Puerto Plata formado de 250 hombres, divididos en 5 compañías d e50 hombres cada una, y el batallón La Vega debía ser formado por 3 compañías de a 50 hombres cada una; una de ellas formada por militares de Moca y establecida en esa ciudad, además de una banda de música para cada batallón. La brigada de artillería se compondrá de 200 hombres (dividido en 4 compañías de a 50 hombres) y las compañías de artillería de 63 hombres, estaban formadas por 50 soldados rasos y el mismo personal de oficiales y suboficiales que las de los batallones. Cada batallón tendrá su plana mayor compuesta de un coronel, teniente coronel, ayudante mayor, habilitado, subteniente abanderado, sub-ayudante y una corneta de órdenes. La brigada de artillería de Santo Domingo tendrá la plana mayor siguiente: un teniente coronel, jefe del cuerpo; un ayudante mayor; un habilitado; un subteniente abanderado; un sub-ayudante y una corneta de órdenes; Además de un instructor en cada batallón y en la brigada de artillería. Uno de los hombres más visionario en materia militar, fue el General Gregorio Luperón, quien en el gobierno provisional presidido por él, entre 1879 y 1880, ordenó la reparación de todos los cuarteles militares con sus fortificaciones y se construyeron locales para albergar las gobernaciones y comandancias de armas de diferentes ciudades y pueblos. Compró armas y pertrechos para abastecer los arsenales de la República que estaban vacíos después de tantos años de guerras y revoluciones. Dispuso de la creación de escuelas militares, las dotó de libros y ordenó la compra de uniformes nuevos, al estilo europeo.
El 15 de mayo de 1876 durante el gobierno de Francisco Ulises Espaillat se promulga la ley 523 sobre organización y servicio de la Guardia Cívica Nacional, una fuerza de milicianos y voluntarios levantada en caso de estado de guerra, todos los hombres entre las edades de 18 y 50 años debían prestar servicio en la Guardia cívica, a excepción de los altos funcionarios del gobierno, jueces, sacerdotes e inválidos.
El General Luperón, mediante el Decreto n.º 1834 de fecha 18 de febrero de 1880, instituye el servicio militar obligatorio, definiendo las funciones de la reserva nacional como apoyo a las tropas regulares, en acciones bélicas contra extranjeros o conflictos internos. Formó en Santo Domingo y cabeceras de provincias, guarniciones y en las comunes, cuerpos y bandos para garantizar el orden, logrando con esta organización cambiar el escenario social, produciendo una tranquilidad confortable durante el año de su gobierno y los dos del Presidente Arturo de Meriño.
En virtud del Decreto n.º 1840, de fecha 12 de marzo de 1880, se establecieron escuelas y academias en cada batallón para que los militares aprendieran a leer, escribir y contar, ya que esa era una aspiración del General Luperón: “que la clase militar de hoy en adelante, no sea entre nosotros una máquina amenazante de esbirros del poder, sino un conjunto de ciudadanos que conozcan sus deberes y sepan defender y amparar los derechos legítimos de los gobiernos y del pueblo”.
Si algo hay que entender de los documentos y leyes aquí citados que organizaron el ejército es que estos atienden más a imágenes idealizadas y planificaciones presupuestarias que a la realidad de un ejército poco disciplinada, mal armada y con más 64 Generales de División, 238 Generales de Brigada, 412 Coroneles, 514 Comandantes, 598 Capitanes, 490 Tenientes y 893 Subtenientes, que no significaban nada más que una carga para el fisco.
Para el 1892, en el gobierno de Ulises Heureaux, el ejército estaba organizado en cuerpos militares, diseminados en las provincias; unidades auxiliares, en las comunes; y fuerzas de la reserva, en los cantones. Este creó las unidades Batallón Pacificador en Santo Domingo; Cazadores Yaque en Santiago; San Felipe en Puerto Plata; Francotiradores en Azua; y Santa Bárbara en Samaná.
Para el 1899, las fuerzas del Ejército Nacional y el Ministerio de Guerra y Marina estaban organizadas de la siguiente manera:
- Departamento de Guerra y Marina: Secretario de Guerra y Marina; Oficial Mayor; Oficial segundo, y Portero.
- Estado Mayor del Presidente de la República: un Coronel, Jefe Primero; Comandante, Jefe Segundo; 16 Ayudantes; 4 Guías y 1 Corneta de Órdenes.
- Maestranza del Ejército: Director; Maestro Fundidor; Maestro Herrero; Maestro Maquinista; Tornero; Ayudante y 4 Aprendices.
- Hospital Militar: Médico Director; Farmacéutico; Ayudante de clínica; Enfermero; Cocinero y Lavandero.
- 12 Comandancias de Armas, en las localidades de Santo Domingo, Santiago, Puerto Plata, San Pedro, Azua, La Vega, Monte Cristi, Moca, San Francisco, Seibo, Samaná y Barahona, cada una con un Comandante, Secretario y Ayudante a excepción de la Comandancia de Azua que tenía dos Ayudantes.
- 12 Bandas de Música, una en cada Comandancia de Armas.
- 9 Parques de Artillería y Fortalezas: Santo Domingo (Jefe de Parque; Armero y 2 obreros); Santiago y Puerto Plata (Jefe de la Fortaleza; Jefe de Artillería; Jefe de Arsenal; Guarda-Almacén; Armero; 2 Artesanos; Secretario); Monte Cristi y Moca (Jefe de Fortaleza; Secretario y 20 Oficiales Supernumerarios); San Francisco de Macorís (Guarda Parque y Armero) y La Vega, San Pedro y Samaná (1 Guarda Parque cada una).
- Servicio de Faros: que funcionaba como una dependencia del ejército y estaba formada por 3 Encargados de los Faros de Santo Domingo, Puerto Plata y San Pedro, y 6 Vigías de Faros (2 en Santo Domingo; 2 en Puerto Plata; 1 para Monte Cristi y otro para Samaná).
- Servicio de Sanidad: 13 Médicos, uno para cada Provincia y uno para la ciudad de Sánchez (Samaná).
- Batallón Ozama (Santo Domingo): Comandante en Jefe; Comandante 2.º; Instructor Militar; Intendente; 4 Capitanes; 4 Tenientes; Abanderado; 8 Subtenientes; 4 Sargentos 1.er; Sargento de Gastadores; 32 Sargentos 2.º; Corneta de Órdenes; Guarda Ropero; Barbero y 240 Cabos y Soldados.
- Batallón Yaque (Santiago): Comandante en Jefe; Comandante 2.º; Capitán Ayudante; Instructor Militar; Intendente; 2 Capitanes; 2 Tenientes; Abanderado; 2 Subtenientes; 2 Sargentos 1.er; 8 Sargentos 2.º; Corneta de Órdenes y 120 Cabos y Soldados.
- Compañía de Artillería de Santiago: Capitán Comandante; Teniente; Subteniente; Sargento 1.er; 2 Sargentos 2.º y 16 Cabos y Soldados.
- Puerto Plata: un Batallón de igual dotación que el Yaque y una Compañía de Artillería formada por un Capitán Comandante; Teniente; Sargento 1.er; Sargento 2.º y 22 Cabos y Soldados.
- Monte Cristi: Capitán Comandante, Teniente; Subteniente; Sargento 1.er; 2 Sargentos 2.º; Armero y 30 Cabos y Soldados.
- Dajabon: igual dotación que la Compañía de MonteCristi.
- Guayubín: igual dotación que la Compañía de MonteCristi.
- San Pedro de Macorís: Capitán Comandante, Teniente; Subteniente; Sargento 1.er; 4 Sargentos 2.º y 40 Cabos y Soldados.
- Batallón Francotiradores (Azua): Comandante en Jefe; Capitán Ayudante; Intendente; 2 Capitanes; 2 Tenientes; Abanderado; 2 Subtenientes; 2 Sargentos 1.er; 8 Sargentos 2.º; Corneta de Órdenes y 80 Cabos y Soldados.
- Compañía de Artillería de Azua: Capitán Comandante; 2 Sargentos 2.º y 17 Cabos y Soldados.
- La Vega: un Batallón de igual dotación que el Francotiradores.
- Samaná: una Compañía de infantería de igual dotación que la de San Pedro de Macorís.
- Compañía de Artillería de Samaná: Capitán Comandante; Sargento 1.er; Sargentos 2.º y 7 Cabos y Soldados.
- Moca: igual dotación que San Pedro de Macorís.
- San Francisco de Macorís: igual dotación que San Pedro de Macorís.
- Ejército Auxiliar: Constituido por las auxiliares y las guardias fronterizas en los pequeños puestos de Restauración (sede de la Jefatura de las Fuerzas Auxiliares), Copey, Las Aguas, La Loma, Bánica, Comendador, Hondo Valle, el Bejuco, Tierra Nueva, El Limón y Boca de Pedernales, el número de efectivos del Ejército Auxiliar no superaba los 100 hombres.
- 3 Jefaturas de Frontera: Para la Frontera entre La Cruz y Hondo Valle, entre Hondo Valle y El Limón, y entre El Limón y Boca de Pedernales a un Jefe de Fronteras y un Secretario cada una, además de 10, 4 y 2 Dragones respectivamente a cada Jefatura de Fronteras.
- Guarnición del Seibo: Capitán Comandante; Sargento 1.er; Sargentos 2.º y 22 Cabos y Soldados.
- Marina Nacional: que funcionaba como parte del Ejército Nacional.

En 1914 Su organización se basaba en la existencia de dos batallones de 382 soldados: el Ozama, con sede en la fortaleza La Fuerza de Santo Domingo, y el Yaque, que estaba acantonado en la fortaleza de Santiago, y tenía además varias Comandancias. Además desde 1879 había un Escuadrón de Caballería de 162 hombres, una Compañía de Artillería de 110 hombres y dos bandas militares de 16 tambores y cornetas una para cada batallón. Vestían el uniforme azul y rojo (de la milicia francesa de la época napoleónica, con sus entorchados dorados y no usaban armas fuera de servicio). El ejército al momento de aumentar sus cuadros se apelaba al expediente del reclutamiento. Se practicaba por sorpresa una noche cualquiera, especialmente de sábado y de domingo cuando las fiestas de los barrios estaban repletas de hombres jóvenes. Al día siguiente de un reclutamiento la jefatura hacía una selección de aquellos que eran aptos para la vida de soldado, y eran enviados a la Capital para un largo entrenamiento militar. El Ejército creció con admirable disciplina. Era brillante, todo de valientes y de impresionante marcialidad. Se consumió casi totalmente en las guerras fratricidas que siguieron a la muerte de Ramón Cáceres, hasta la llegada de los norteamericanos cuando en sus filas ya hacían mayorías los cívicos y guerrilleros que produjeron las guerras intestinas.
Una Guardia Rural fue creada en 1905 Por Carlos Morales Languasco. Este Cuerpo estaba organizado militarmente, pero su funcionamiento era esencialmente civil, teniendo por objeto principal la conservación del orden público; proteger la propiedad y las personas y auxiliar las autoridades del orden judicial cuando sea requerido para la represión de crímenes y delitos. La Guardia Rural estaba formada por un regimiento compuesto de 4 escuadrones de Caballería y 4 Compañías de Infantería. Tendrá además una Plana Mayor, formando el total unos 940 efectivos, cuya organización era la siguiente:
- Plana Mayor: un Jefe Superior, un Segundo Jefe Inspector, dos Capitanes Ayudantes Mayores, un Alférez Secretario general y un Corneta de Orden.

- 4 Escuadrones de Caballería: un Capitán, dos Tenientes, un Subteniente Cuartel Maestre, cuatro Sargentos, un Sargento Primero habilitado, ocho cabos de escuadra, dos clarines, un armero herrador, un veterinario y noventa y seis guardias divididos en ocho escuadras de doce guardias cada una.

- 4 compañías de infantería: Un Capitán, dos Tenientes, un Subteniente Cuartel Maestre, cuatro Sargentos, un Sargento Primero habilitado, ocho cabos, dos cornetas, un armero y noventa y seis guardias.

El 10 de julio de 1907, Ramón Cáceres la reorganiza cambiándole el nombre por el de Guardia Republicana, la nueva organización de la guardia era la siguiente:
- Plana Mayor: un general de Brigada, Jefe Superior; un Coronel, segundo jefe; dos Coroneles, jefes de regimiento; dos Comandantes, ayudantes; un Alférez secretario; y un Corneta de Órdenes.

- los Batallones se componían de una Plana Mayor, tres compañías de Guardias de Infantería y una compañía de Guardias montada.

- Plana Mayor de Batallón: un Comandante; un Capitán Ayudante; un Capitán contable; un Oficial Instructor; un Teniente médico militar y un Alférez veterinario.

- Cada Compañía constaba de un Capitán, dos Tenientes. dos Alférez, un Sargento primero, cuatro Sargentos segundos, ocho Cabos primeros, ocho Cabos segundos, un Armero, dos Corneta y noventa y seis Guardias.

Ramón Cáceres, utilizó la Guardia Republicana para acabar los caudillos rebeldes del Cibao, por su lealtad al presidente esta fue apodada popularmente como “Guardia de Mon”, durante este periodo se caracterizó por su eficacia en las encerronas y por su lealtad al gobierno central. Vestían de amarillo kaki, con polainas de cuero, sombrero de fieltro, portando sables largos y carabinas.
Con la toma de las aduanas por funcionarios americanos con el modus vivendi, se organiza una guardia de fronteras para evitar el comercio ilegal de la frontera, esta guardia estuvo formada por 5 oficiales americanos y 125 hombres.
Para el 1909 la dotación del Ejército Nacional se había reducido al Batallón Ozama, renombrado Regimiento Ozama en 1913 y a una Batería de Artillería de Montaña, además en 1914 la Guardia Republicana que hasta ese entonces funcionaba como dependiente del Departamento de Interior y Policía, pasa bajo el control del Ministerio de Guerra y Marina, con el nombre de Cuerpo Auxiliar de Guardia Republicana.
La organización del Departamento de Guerra y Marina para el año de 1913 era la siguiente:
- Secretaría de Estado de Guerra y Marina: Secretario; Oficial Mayor; 2 Oficiales; 2 Auxiliares; Mensajero; Jefe de Ayudantes; 2 Ayudantes de Campo y 2 de Órdenes.
- Cuarto Militar de la Presidencia: Coronel Jefe del Estado Mayor; Comandante 2.º Jefe; 6 Capitanes Ayudantes de campo y 9 Ayudantes de Órdenes (6 Tenientes 1.er y 3 Tenientes 2.º)
- 12 Comandancia de Armas: En Santo Domingo (Comandante, Secretario, Mayor de estado mayor y 2 Ayudantes de plaza), Santiago (Comandantes, Secretario y 5 Ayudantes), Puerto Plata, La Vega, Samaná, El Seibo, San Pedro de Macorís, Monte Cristi, Espaillat, Pacificador, Azua y Barahona, con un comandante, Secretario y Ayudante cada una.
- 12 Parques de Artillería: En las mismas localidades que las comandancias de Armas.
- Academia Militar: Director; Subdirector (también Profesor de Náutica) y 7 profesores.
- Cuerpo de Instructores Militares; 2 Instructores de Infantería uno para Santo Domingo y otro para Santiago, Instructor de Artillería y Instructor de Música Militar.
- Regimiento Ozama: Coronel Comandante; 2 Tenientes Coroneles (Jefes de Batallón); 2 Mayores, (2.º Jefes de Batallón); Capitán (Ayudante Mayor); 2 Tenientes 1.er (Ayudantes de Batallón); Oficial Médico; Oficial Habilitado; Oficial de Almacén; Abanderado; Maestro de Cornetas; 2 Cabos de Cornetas de Batallón; 2 Cabos de Escuadras de Gastadores; 8 Capitanes; 16 Tenientes 1.er; 16 Tenientes 2.º; 48 Sargentos; 96 Cabos; 16 Cornetas; 16 Tambores; 672 Soldados. Organizados en una Plana Mayor y 2 batallones de 4 compañías cada uno.
- Batería de Artillería de Montaña: Capitán; 2 Tenientes 1.er; Teniente 2.º; 4 Sargentos (Jefes de Pieza); 8 Cabos (Jefes de Pelotón); 3 Trompetas; 2 Basteros; Herrador y 79 Artilleros, Obreros, Sirvientes y Conductores.
- Banda de Música Militar de Santo Domingo: 3 Oficiales y 30 músicos.
- Cuerpo Médico Militar y los Hospitales Militares Santo Domingo y Santiago.
- Taller de Fundición del Ejército
- Marina Nacional
- Guardia Republicano: General de Brigada (Jefe Superior); Coronel (Jefe 2.º); Mayor; Teniente (Secretario); Instructor; Alférez (Contable); Alférez (Ayudante); Teniente 1.er (Médico Militar); 7 compañías de Infantería ( 7 Capitanes; 14 Tenientes 1.er; 14 Subtenientes; 24 Sargentos; 48 Cabos; 12 Cornetas; 6 Armeros; 480 Guardias) y 1 Escuadrón de Caballería (Capitán; 2 Teniente 1.er; 2 Tenientes 2.º; 4 Sargentos; 8 Cabos; 2 Clarines; Herrador; 80 Guardias), que funcionó como dependencia de Interior y Policía hasta 1914.

Mediante el Decreto Núm. 5234 del 6 de junio de 1913, el Poder Ejecutivo reorganiza la Academia Militar, uniéndola a la Escuela de Náutica de la Marina y dándole el nuevo nombre de Escuela Militar y Naval, estableciendo los curso de Aprendizaje Naval y Militar y los de Aplicación para Oficiales, Clases y Tropas.

### La intervención y la era de Trujillo
Tras la ocupación estadounidense en 1916 la fuerza militar de la República fue disuelta. La cual, tan solo constituía un simple cuerpo armado con muy poca instrucción militar usado básicamente con fines represivos, y para preservar los intereses de los inversionistas extranjeros y de la élite criolla gobernante, era una fuerza carente de disciplina, y muy fragmentada, de tal suerte que contaba con una estructura horizontal integrada por unos 461 generales y 479 coroneles, había en ese momento doce puestos militares, una en la capital de cada provincia. Los comandantes y sus ayudantes y los jefes de los fuertes y sus ayudantes fueron tratados como distintos al momento de la disolución del ejército regular. Al tiempo de su disolución, la dotación autorizada era un regimiento de infantería de unos 470 oficiales y soldados, y una banda de música de 33 hombres. solo unos meses antes, el presupuesto había autorizado una fuerza de infantería de unos 800 oficiales y soldados y una batería de artillería de montaña de 100 oficiales y soldados, además de la banda de música. En realidad, sin embargo, solo los miembros de la banda estaban seguros en el puesto, en tiempo de guerra, el resto de los establecimientos militares era mucho más grande, y en tiempo de paz estaba formado por numerosos soldados fantasmas, cuyos salarios eran, sin embargo regularmente pagados por la tesorería nacional. El servicio se suponía era voluntario, pero en realidad los "voluntarios" fueron recogidos generalmente por los jefes comunales y llevados bajo vigilancia, a veces atados con cuerdas para evitar que desertasen.
También había una policía rural ineficiente y autoritaria llamada “Guardia Republicana” o “Guardia de Mon”, supuestamente compuesto por siete compañías de alrededor de 800 oficiales y hombres, pero también en este caso las cosas no eran lo que parecían. Los oficiales superiores de la Guardia Republicana eran un general de brigada, un coronel, un teniente coronel y 2 mayores, los del ejército solo un coronel, dos tenientes coroneles y 2 comandantes , que era muy modesto para un país lleno de generales y donde el presupuesto de 1909 asignó $ 20,000 para el cuerpo "de generales a las órdenes de la presidencia”.
El 5 de mayo de 1916 los Estados Unidos ordenan el desembarco de tropas para proteger sus intereses en el país. Ese mismo día desembarcan del transporte Praire el primer contingente de 150 marines en dos compañías, la 6.ª de infantería comandada por el capitán Frederic M. Wise, y la 9.ª equipada con artillería de campo, formada por 4 cañones de 3 pulgadas comandada por el capitán Eugene Fortson, un respetado oficial de artillería, El capitán Frederic M. Wise, comandante del contingente, tenía las órdenes de ocupar la legación y el consulado americano además de asistir al presidente Jiménez en la lucha contra Desiderio Arias.
El 12 de mayo de 1916, llega al país el Contraalmirante William B. Caperton, con otros 400 marines dando comienzo formalmente a la intervención bajo la excusa de poner el orden la situación y, ya para el 15 de mayo los marines tenía el control sobre Santo Domingo y Arias había huido al interior del país. Para el 28 de mayo las fuerzas de ocupación totalizaban unas 11 compañías, con unos 750 hombres.
Controlada la capital solo quedaba ocupar la costa norte y el interior del país, el 26 de junio el coronel Pendleton con una fuerza de 34 oficiales y 803 hombres comienza la marcha para ocupar la ciudad de Santiago, el 5 de julio bajo la amenaza de bombardeo de artillería la ciudad envía una comisión de paz y con esta se completa la ocupación del país. El 29 de septiembre el capitán (luego Contraalmirante) Harry S. Knapp, sucesor del Almirante Caperton proclama oficialmente la ocupación militar de la República Dominicana.
La guarnición militar norteamericana fue constituida por la 2.ª brigada de marines formada por los regimientos 3.º, 4.º y 15.º de marines con sedes en Santo Domingo, Santiago y San Pedro de Macorís respectivamente, en total unos 3000 hombres y oficiales. En 1919 llega al país el 1.er Escuadrón aéreo de la marina.
De manera formal y aparente la medida de disolver el ejército adoptada por el presidente provisional don Francisco Henríquez y Carvajal por medio del decreto Núm. 5491, dado en Santo Domingo en 13 de septiembre de 1916; alegándose la carencia de fondos para su sostén y financiamiento. Todos los militares puestos en retiro recibieron una compensación en forma de "vales".
Sin embargo, la causa real de esta medida se explica porque los norteamericanos aplicaron la proposición de Stein: poner en retiro a los soldados del régimen anterior, especialmente a los oficiales. Sin embargo, fueron mantenidas provisionalmente la Guardia Republicana, encargada de la custodia de los puertos, y la Policía Municipal que ejercía funciones de gendarmería en las ciudades.
Por medio de la Orden Ejecutiva Número 47 del gobernador militar de santo domingo el Almirante H. S. Knapp, fue constituida el 14 de mayo de 1917 la Guardia Nacional Dominicana (G.N.D.), con una inversión inicial de US$500 000, constituyendo un cuerpo de cipayos, la cual contaba en el momento de su fundación con 21 oficiales de Estados Unidos, algunos puertorriqueños, 17 dominicanos y 691 alistados, para un gran total de 729 efectivos. Su organización está muy avanzada y absorbió la Guardia Republicana y En ésta se fusiona la guardia fronteriza de 70 hombres que anteriormente estaba a las órdenes de la receptoría general de aduanas. Dicha organización estuvo al mando del coronel G. C. Thorpe como comandante interino. Asimismo, se estableció en cada localidad un oficial norteamericano como supervisor para las tareas de reclutamiento, visado de las listas de pago, etc. La Orden Número 1 de la Guardia Nacional rezaba, en este sentido:

la Guardia será administrada por el Comandante por mediación de los oficiales norteamericanos supervisores (donde los haya) y por mediación de los Jefes de Zona, quienes lo serán los oficiales de mayor graduación de cada Zona, donde no haya ningún oficial americano supervisor. El jefe de Zona se comunicará con el Comandante interino.

La organización de la Guardia Nacional Dominicana para el año de 1918 era la siguiente:
- Cuartel General (Santo Domingo); con un Coronel Comandante, 2 Mayores de estado mayor (Ayudante General e Intendente General), 2 Tenientes de estado mayor (Ayudantes), 6 civiles (oficial mayor, oficial de confidencia e inteligencia, oficial archivero, oficial de leyes, oficial de intendencia y oficial pagador).
- Departamento Sur, CG (Santo Domingo.); Mayor (Director del Departamento y Comandante Auxiliar), 2 Mayores Inspectores, Capitán de estado mayor (Ayudante y oficial auxiliar de inteligencia), 2 civiles (oficial del director y oficial del ayudante) y 3 agentes de inteligencia.
- Destacamento Departamento Sur; Sargento 1.º Encargado del destacamento), 3 sargentos (2 a inspectores y 1 al ayudante), Sargento Cuartel maestre (Departamento de Pago), Sargento (Servicios generales), 2 cabos (Ordenanzas a motocicletas) y 28 ordenanzas.
- Departamento Norte, CG (Santiago); Mayor (Director de Departamento), 2 Mayores Inspectores, Capitán de estado mayor (Ayudante y oficial auxiliar de inteligencia), Capitán de estado mayor (Intendente), 3 civiles (oficial del director, oficial del Ayudante y oficial de intendencia) y 3 agentes de inteligencia.
- Destacamento Departamento Norte; Sargento 1.º (Encargado del destacamento), 3 Sargento mayor (2 a inspectores y 1 al Ayudante), Sargento Cuartel maestre (Departamento de Pago), 2 cabos (Ordenanzas a motocicletas) y 20 ordenanzas.
- 14 Compañías de la Guardia, con un total de 14 Capitanes, 14 Tenientes Primeros, 14 Tenientes Segundos, 14 Sargentos Primeros, 14 Sargentos (Cuartel maestres), 65 Sargentos, 112 Cabos, 14 Cornetas, 14 Cocineros, 14 Carpinteros y 784 Guardias.
- Banda de Música de la GN; Director, Sub-Director, Tambor Mayor, 7 Músicos de Primera, 10 Músicos de Segunda y 10 Músicos de Tercera.

La Orden General Número 2 del 1920 por vez primera "autoriza a los Directores de Departamento a conocer Juntas examinadoras de la Guardia, para el examen de candidatos para Segundos Tenientes. Los nombramientos de Segundos Tenientes debían recaer en ciudadanos dominicanos y no debían ser ni menores de 21 años de edad, ni mayores de 28".
No obstante, fue solo con la creación de la Academia Militar de Haina cuando los norteamericanos se decidieron efectivamente a entrenar un grupo de oficiales nativos que se encargaran con la futura responsabilidad de la Guardia Nacional. En 1917 el instructor de la Guardia Nacional Dominicana fue Robert C. Kilmartin Jr. De esta academia se graduaría el dictador Rafael Leónidas Trujillo. Junto con Trujillo fueron segundos tenientes los señores José Alfonseca, César Lora, y Adriano Valdez.
La Orden General Número 10 del 15 de noviembre de 1920 reorganizó la Guardia Nacional en dos departamentos: el Sur y el Norte. El primero abarcaba 5 compañías de 63 hombres, el segundo 7. En abril de 1921 el coronel James Breckenridge fue relevado de su puesto como Comandante de la G. N., sustituyéndolo interinamente el mayor F. A. Ransey, el cual, a su vez, fue luego sustituido por el coronel P. M. Rixey en julio del mismo año.
Sobre los sueldos en la Guardia Dominicana eran como sigue: el coronel comandante ganaba US$416; un Mayor del estado mayor US$375; un mayor inspector US$333.33; un capitán del estado mayor US$208; un capitán US$150; un teniente primero US$90; un teniente segundo del estado mayor US$83.33; un teniente segundo US$75; un sargento primero US$28.50; un sargento (Cuarte maestre) US$25; un sargento US$22.50; un cabo US$18 y un raso ganaba US$15. Las raciones eran de US$0.20 al día.
Por medio de la Orden Ejecutiva Número 631 de fecha 2 de junio de 1921 la "Guardia Nacional Dominicana" fue designada con el nuevo nombre de "Policía Nacional Dominicana" (P. N. D.), con estas nuevas siglas, los Marines que hablaban castellano la denominaban con intención de burla y de discriminación racial: "Pobres Negritos Dominicanos”. Dicha Orden General rezaba:
"Las atribuciones de la Policía Nacional serían las mismas que hasta ahora han correspondido a la G. N. D. Y las demás que la ley señale. Art. 11.- Para que el Poder Ejecutivo esté enterado en todo tiempo de la eficiencia de la Policía Municipal, de los Guardas Campestres y de los Alcaldes Pedáneos se establece en la Secretaría de lo Interior y Policía el puesto de Inspector de Policía. De tiempo en tiempo, cuando el caso lo requiera, será deber del Inspector de Policía practicar una inspección de la Policía Municipal, de los Guardas Campestres y de los Alcaldes Pedáneos y dar informe de la misma al Secretario de lo Interior y Policía, formular reglas para un sistema uniforme de organización, enseñanza y equipo de las urgencias de Policías, las cuales reglas, previa la autorización del Poder Ejecutivo tendrán fuerza de ley.
Art. III.- Siempre que al parecer del Poder Ejecutivo resulten incompetentes la Policía Municipal, los Guardas Campestres o los Alcaldes Pedáneos de cualquier común, puede aquel, a discreción, declarar dichas agencias suprimidas, y desempeñarán las funciones de las mismas la Policía Nacional"
Ya para octubre de 1922 fueron cancelados los nombramientos de los oficiales norteamericanos que servían en la P.N.D. exceptuando los oficiales que laboraran en los centros de enseñanza de la P.N.D. Esta medida obedecía al Convenio de Desocupación del Plan Hughes-Peynado.
Incluso, antes de ser disuelta la Guardia Nacional, fueron adquiridos 1500 rifles Krag--Jørgensen a un costo de US$ 7,75 por unidad. Ya para entonces la guerrilla había sido controlada. En 1921 la Guardia Nacional Dominicana tenía 64 oficiales, 13 médicos y 493 alistados.
Al fin de la ocupación estos eran los principales oficiales:
1. Coronel Buenaventura Cabral y Báez.
2. Teniente coronel Jesús García.
3. Mayor Manuel Aybar hijo.
4. Mayor César Lora (murió trágicamente en febrero de 1924).
5. Capitán Rafael Trujillo, seguido por 16 capitanes.

Así, pues, el 21 de octubre de 1922 el presidente provisional Vicini nombró al Coronel Buenaventura Cabral como Comandante de la P.N.D. Ya en pleno Gobierno Provisional se dictó un reglamento General de Policía, en junio de 1923, que constituía "el nervio principal de la organización militar que se levantaba":

La Policía Nacional es un órgano armado a las órdenes del poder ejecutivo y que en sus funciones policiales depende de la secretaria de estado de lo interior y policía; Los alcaldes pedáneos y Guardas Campestres; Los agentes y oficiales de Rentas Internas; Los inspectores o agentes de sanidad; La policía de puertos, radas y aguas territoriales

La Organización Militar se distribuía en distritos, al mando de un capitán que tenía a su cargo una compañía: demarcaciones, al modo de un teniente de la compañía designado en el distrito; destacamentos y puestos, al mando de capitanes, oficiales o sargentos según su importancia estratégica y el número de las fuerzas que los componían. El territorio nacional se distribuía en dos departamentos, Sur y Norte, como en el anterior esquema, cada uno bajo el mando de un mayor designado como Director del Departamento.
El Gobierno del Presidente Horacio Vázquez, que surgió en 1924, a raíz del final de la ocupación estadounidense, le dio nueva vez calor y visos de Ejército a este cuerpo, logrando una relativa estabilidad siempre amenazada por el fantasma de la resurrección de los caudillos regionales y de las guerras fratricidas.
Cuando Horacio Vásquez se juramentó Presidente, Trujillo era Mayor comandante; siendo promovido a Teniente coronel, jefe de Estado Mayor, el 6 de diciembre de 1924, ocupando a principios de 1925 la tercera posición en el escalafón de ese cuerpo:
1. Coronel comandante Buenaventura Cabral y Báez.
2. Teniente coronel Jesús García.
3. Teniente coronel Rafael Trujillo, ascendido por Horacio Vásquez.

El 17 de agosto de 1927, después de haber sido convertida la Policía Nacional en la Brigada Nacional (BN) por la Ley 708, el recién nombrado General de Brigada Rafael L. Trujillo Molina dicta su primera orden general de brigada, la que establece la composición de la Brigada Nacional en dos Regimientos y un Comandante con rango de General de Brigada, con el siguiente Estado Mayor: 1 jefe de Estado Mayor; 1 Mayor, Ayudante del Cuartel General; 1 Mayor, Oficial de Leyes y Inteligencia; 1 Mayor, Intendente General; 1 Capitán, Ayudante del Intendente Gnl.; 1 Primer Teniente, Ayudante del Ayd. Gnl.; 1 Primer Teniente, Director de la Banda de Música; y 1 Segundo Teniente, Ayudante del Director de la Banda.
Los Regimientos estaban compuestos de dos Batallones cada uno y eran comandados por Tenientes Coroneles, con los siguientes oficiales como Estado Mayor: 1 Capitán, Ayudante del Regimiento,  1 Capitán, Inspector Médico; y 1 Primer Teniente, Intendente del Regimiento. El primer Regimiento estaba estacionado y distribuido en el Departamento sur y se componía del 1.er Batallón y del 2.º Batallón, con su asiento en Santo Domingo. El segundo Regimiento estaba distribuido en el Departamento Norte y lo componían el 3.er Batallón y el 4.º Batallón, su asiento estaba ubicado en Santiago. Cada Batallón estaba comandado por un Mayor, con 1 Primer Teniente, Ayudante de Batallón; y 1 Sargento Mayor. Los Batallones estaban formados de Compañías cuya distribución era la siguiente:
- 1.er Batallón (Santo Domingo): lo formaban las 2.ª Compañía (Sto. Dgo.), 5.ª Compañía (Barahona), 9.ª Compañía (Azua) y la 12.ª Compañía (Nigua).
- 2.º Batallón (Santo Domingo): lo forman las 1.ª Compañía (S. P. Macorís), 7.ª Compañía (Sto. Dgo.), 11.ª Compañía (El Seibo) y el Destacamento Militar Presidencial (Sto. Dgo.).
- 3.er Batallón (S. F. de Macorís): lo forman las 3.ª Compañía (La Vega), 6.ª Compañía (S. F. de Macorís, Duarte) y la 13.ª Compañía (Samaná) con su cuartel en Sánchez.
- 4.º Batallón (Santiago): lo forman las 4.ª Compañía (Monte Cristi), 8.ª Compañía (Puerto Plata) y la 10.ª. Compañía (Moca, Espaillat).

Mediante la ley n.º 928, del 17 de mayo del 1928, la Brigada Nacional (BN) es renombrada como Ejército Nacional (EN). 
Para 1930, la fuerza autorizada por ley, del Ejército Nacional era la siguiente: 1 General de Brigada (Trujillo); 1 coronel, Comandante del 2.º Regimiento; 2 Tenientes Coroneles; 1 Mayor, Intendente General; 1 Mayor, Ayudante; 1 Mayor, Oficial de Leyes; 4 Mayores, Comandantes de Batallón; Capitán, Intendente Auxiliar; 2 Capitanes, Inspectores de Regimiento; 2 Capitanes, Inspectores Médicos; 2 Capitanes Ayudantes; 18 Capitanes, Comandantes de Compañías; 4 Primeros Tenientes, Ayd. de Batallón; 2 Primeros Tenientes, Intendentes de Regimiento; 36 Primeros Tenientes; 36 Segundos Tenientes; 24 Cadetes; 2 Sargentos del Cuerpo Médico; 7 Sargentos Mayores; 18 Sargentos Primeros; 70 Sargentos; 140 Cabos; 18 Cabos Cuerpo Médico; 18 Cocineros; 18 Cornetas; 18 Artesanos; 1,372 Rasos; y 26 Rasos del Cuerpo Médico.
Durante el Gobierno del General Rafael L. Trujillo Molina, el Ejército Dominicano tomaría la connotación moderna del Ejército que hoy conocemos, con sus tres componentes diferenciados y tendría enormes progresos materiales, además de una gran cuota de responsabilidad en el control del país y el sostenimiento del régimen.
El Decreto n.º 2, del gobierno de Trujillo, establece el Cuerpo de Ayudantes del Presidente de la República formado por: 1 Coronel, 1 Mayor, 1 Capitán, 2 Primeros Tenientes y 3 Tenientes Segundos para el servicio del Vicepresidente, y 1 Mayor, 2 Capitanes, 3 Tenientes Primeros y 4 Tenientes Segundos para el servicio del Presidente.
Mediante la Orden General de Brigada n.º 130 del 17 de septiembre de 1930, se organiza la Guardia de Fronteras, comandada por un Mayor, que tenía su Cuartel General en las Matas de Farfán, con una dotación de: 1 Capitán, 3 Primeros Tenientes, 1 Primer Teniente Cuerpo Médico, 4 Segundos Tenientes, 1 Sargento Mayor, 9 Sargentos, 17 Cabos, 2 Rasos del Cuerpo Médico y 131 Rasos. Dos años después en el 1.º de febrero de 1932 la Guardia de Fronteras sería puesta bajo en control del recién creado Departamento de Fronteras, aunque este departamento sería de duración efímera pues sería disuelto el 31 de enero de 1933.
El 10 de septiembre de 1931 mediante la Orden General de Brigada n.º 34, se crea el Destacamento de Radio, Telegrafía y Señales del Ejército Nacional, dando así comienzo al arma de telecomunicaciones del ejército.
A través del Decreto n.º 629, se ordena la división de los Departamentos Militares Norte y Sur en Distritos Militares, cada uno comandado por un Mayor, Comandante Inspector de Distrito y además se crea un Centro de Enseñanza que funcionaba como Academia Militar, formado por una Plana Mayor y 3 Compañías denominadas A, B y C.
El Ejército Nacional en el año 1933, se componía de las siguientes fuerzas y oficiales: Cuartel General de Brigada; Centro de Enseñanza; Intendencia General; 18 Compañías de Infantería; Compañía de Zapadores; 4 Destacamentos, y una Banda de Música. 
En la Capital de la República tenían su asiento el Cuartel General de Brigada, Centro de Enseñanza, Intendencia General, Destacamento Cuartel General, Destacamento de Intendencia, Destacamento Radio-telegrafía y Señales y Destacamento Montado, así como las Compañías 2.ª, 7.ª, 16.ª y 17.ª En la provincia de Santiago tenían su asiento el Estado Mayor de la Fortaleza San Luis, la 10.ª. y 14.ª Compañías y en las demás provincias había destacadas una Compañía en cada una. 
La fuerza autorizada del Ejército en esa fecha era de 2,331 plazas que se componían así: 1 General de Brigada, Comandante de Brigada; 1 Coronel, Jefe de la Plana Mayor; 5 Tenientes Coroneles, 6 Mayores, 25 Capitanes; 45 Primeros Tenientes; 42 Segundos Tenientes; 37 Cadetes; 15 Sargentos Mayores; 21 Sargentos Primeros; 80 Sargentos; 160 Cabos; 21 Cocineros; 21 Artesanos; 1,608 Rasos; 42 Músicos; 30 Radiotelegrafistas; 69 Rasos del Cuerpo Médico, y 60 Especialistas.
Por medio del Decreto n.º 871 se organiza el personal que debe componer el Estado Mayor del Ejército que son: 1 general de Brigada, jefe de Estado Mayor; 1 coronel, auxiliar del Estado Mayor; 1 coronel, agregado militar;1 teniente coronel, encargado de materia de guerra y orden público; 1 teniente coronel, comandante del Centro de Enseñanza; 1 teniente coronel, encargado de Auditoría e Información; 1 teniente coronel, encargado de Personal y Órdenes; 1 teniente coronel, director del Cuerpo Médico; 1 mayor, intendente general; 1 mayor, ayudante del Cuartel General; 1 mayor, oficial de Leyes; 4 mayores, inspectores del Ejército; 3 mayores, inspectores médicos; 2 capitanes, Ayudantes; 2 Tenientes Primeros, Ayudantes del Intd. Gnl.; y 4 Tenientes Primeros, Ayudantes de los Inspectores.
En virtud de la Orden General de Brigada n.º 53, del 28 de junio de 1934, se crea un Regimiento con el Nombre de Regimiento Generalísimo Trujillo, el cual estaba compuesto por las Compañías A, B, C y 16.ª de Infantería, una Compañía de Ametralladoras y un Escuadrón de Caballería. En 1935 se crea un segundo Regimiento con el nombre de Regimiento Ramfis formado por las Compañías 2.ª, 7.ª, 17.ª, 20.ª y 21.ª, cuyo comandante además actuaría como Comandante del Puesto de Santo Domingo. En 1936 a través de la Orden de Brigada n.º 91, se reorganiza el Regimiento Generalísimo Trujillo, formándolo por 3 Batallones, devididos en once organizaciones de la manera siguiente:
- Cuartel General de Regimiento, al mando de un coronel.
- 1.er batallón, al mando de un teniente coronel, comandante y de un 1.er teniente, ayudante. Lo formaban las Compañías de Artillería y Ametralladoras y las 22.ª, 23.ª y 25.ª Compañías, E. N.
- 2.º Batallón, al mando de un mayor, comandante y de un 1.er Teniente, Ayudante. Lo integraban las Compañías 2.ª, 7.ª, 15.ª y 21.ª.
- 3.er Batallón, al mando de un Mayor, Comandante y de un 1.er Teniente, Ayudante. Lo integraban las Compañías 16.ª y 24.ª y el Escuadrón de Caballería.
- Además estaban Adscritos a este Regimiento la Comandancia del Puesto de Santo Domingo (al mando de un Mayor) y el Hospital Militar (al mando de un Capitán, Cuerpo Médico).

A finales del año 1935, el Ejército Nacional además de la Brigada y el Estado Mayor, se componía de las siguientes organizaciones: 1 Compañía de Artillería y Ametralladoras, 1 Compañía de Zapadores, 1 Escuadrón de Caballería, y 24 Compañías de Infantería. Para un total de 3,155 plazas de Oficiales y Alistados. Durante ese mismo año, el 10 de noviembre quedaron disueltas las Compañías "A", "B" y "C",  que integraban el Centro de Enseñanza en la Provincia Trujillo y trasladadas a otras Compañías con todo su equipo y propiedades según lo mandado en las Órdenes Generales n.º 234, 254, 255 Y 258 del 8 de noviembre del mismo año. 
El armamento de que disponía el Ejército Dominicano en 1935, consistía de las armas siguientes:
- 1 Tanque Blindado Citroën-Schneider CA1, primer Tanque del Ejército Dominicano, asignado a la Compañía de Artillería y Ametralladoras del Regimiento Generalísimo Trujillo.
- Ametralladoras: Colt 7mm; Browning cal.30; Vickers cal.30; Thompson cal.45, etc.
- Artillería: Cañones Hotckins de 37mm, Salva de 10mm, Krupp de 75mm, además de morteros y otros cañones de pequeño calibre.
- Rifles: el ejército durante esta época utilizó una gran variedad de rifles y pristolas entre los que se encuentran los Remington, Browning Automatic Rifle, Springfield Modelo 1903, Mauser Modelo 1893 y hasta rifles Krag-Jørgensen.

El número total del Ejército en 1937 fue de 3.839, incluyendo a la policía. En 1942 el Ejército tenía 3.500 hombres y la policía 900, armados con 2409 Mauser Modelo 1893, 1800 Krag -Jørgensen M1898 - a la izquierda por los EE. UU. en 1924, 38 armas de Springfield, 13 morteros, 4 italianos Breda comprado aviones anti-ametralladoras, 27 ametralladoras Browning, 49 ametralladoras Thompson, 1765 pistolas y revólveres. La Marina, 7 buques guardacostas y la Fuerza Aérea tenía un Curtis Wright modelo 1937, 634 bombas, un Bellanca de 1934, un entrenador de la flota de 1937 y cuatro aviones Piper Cubs. En un estudio realizado por dos expertos de EE. UU. presentado por el gobierno de Trujillo para inspeccionar el arsenal Dominicana, llegó a la conclusión de que 481 rifles Krag, Mauserslugs 547 y 38 fusiles Springfield no cumplían los requisitos para el uso militar de EE. UU.
Para el año 1937, el Ejército Nacional estaba formado por: un Estado Mayor, Cuerpo de Auxiliares, Servicio de Inteligencia, Centro de Enseñanza ¨Presidente Trujillo¨, Destacamento de Radio-telegrafía y Señales, Destacamento de Aviación, Destacamento de Intendencia, Destacamento de Marina, Cuerpo de Ingenieros, Banda de Música, Compañía de Artillería y Ametralladoras, Escuadrón de Caballería y 27 compañías de infantería. Las Fuerzas destacadas en Santo Domingo estaban agrupadas en el Regimiento Generalísimo Trujillo, formado por la dotación descrita anteriormente, el Regimiento Ramfis comandado por el Intendente General E. N y formada por el Destacamento de Radiotelegrafía y Señales, Destacamento de Marina y 17.ª compañía, E. N. Mientras el Destacamento de Cuartel General, Banda de Música y la Intendencia Departamental de Armas estaban bajo el control del Ayudante del Cuartel General, E. N. 
El territorio de la República se dividía en dos Depart  
El territorio de la República se dividía militarmente en dos Departamentos: Departamento Norte (que conprendia las provincias de Santiago, Puerto Plata, MonteCristi, La Vega, Espaillat, Duarte y Samana) con las 10.ª., 14.ª, 8.ª, 23.ª, 19.ª, 3.ª, 6.ª, 13.ª compañías, E. N., y el Departamento Sur (que comprendía las Provincias Trujillo, San Pedro de Macoris, Seybo, Azua y Barahona) con las 12.ª, 20.ª, 1.ª, 11.ª, 9.ª, 5.ª compañías, E. N. El comandante del Departamento Norte, tenía su asiento en Santiago, mientras que el Comandante del Departamento Sur lo tenía en la Ciudad de San Cristóbal, Provincia Trujillo. Mientras que las 
Mientras que las fuerzas autorizadas del Ejército Nacional para dicho año de 1937 eran las siguientes: 
- 1 Generalísimo, Jefe Supremo (Rafael L. Trujillo); 1 Mayor General, Secretario de lo Interior, Policía, Guerra y Marina y 1 General de Brigada, Ayudante del Secretario.
- Estado Mayor del Ejército Nacional:; 1 General de Brigada, jefe de Estado Mayor, 1 Coronel, Auxiliar del Estado Mayor; 3 Tenientes Coroneles; 1 Mayor, Oficial de Leyes e Inteligencia; 4 Mayores; 4 Capitanes; 2 Capitanes, Auxiliares del Ayud. del Cuartel General; 2 sargentos mayores del Estado Mayor; 10 sargentos mayores; 1 sargento A&C del Estado Mayor; 1 sargento 2.º; 2 cabos 2.º del Estado Mayor, y 3 rasos.
- Intendencia General: 1 teniente coronel, intendente general; 1 capitán, auxiliar; 3 tenientes 1.ª, intendentes Departamentos Norte, Sur y de Armas; 4 tenientes 2.º, contables; 1 sargento primero;  1 sargento mayor de Intendencia; 1 sargento Mayor, Contable; 2 Sargentos Mayores, ayudantes de Contabilidad; 4 sargentos A&C, encargados de secciones; 8 cabos 2.os; 1 cocinero; 1 raso, barbero; 1 raso, reparador de Máquinas; 8 rasos, del Taller de Impresas, y 25 rasos.
- Cuerpo Médico, E. N: 1 teniente coronel, director cuerpo médico; 2 capitanes inspectores médicos; 1 capitán, ayudante del director; 3 tenientes 1.os, ayudantes del Cuerpo Médico; 13 tenientes 1.os, médicos; 3 tenientes 1.os, Dentistas; 4 Tenientes 2.os, Médicos; 2 Tenientes 2.os, Farmacéuticos; 3 Sargentos C. M; 28 Cabos C.M, y 40 Rasos.
- Cuerpo de Ingenieros, E. N: 1 Mayor, Oficial Comandante; 1 Capitán, Ayudante; 1 1.er Teniente, Inspector; 2 Sargentos Mayores, Dibujantes; 1 Sargento MAyor, Contable; 1 Sargento 1.º; 1 Sargento de A&C; 1 Sargento 1.º; 1 Sargento 2.º; 1 Sargento, Electricista; 1 Cabo 1.º, Almacenista; 1 Cabo 1.º Inspector; 2 Cabos 2.os, Inspectores; 15 Artesanos 2.os; 16 Artesanos 3.os, y 25 Rasos, Cuerpo de Ingenieros.
- Destacamento de Aviación; 1 Mayor, Jefe Piloto;[7] 1 2.º Teniente, Ayudante Mecánico; 1 Sargento, Constructor de Alas; 1 Sargento Ronero; 1 Sargento Alineador; 1 Sargento 1.º; 1 Sargento A&C; 1 Sargento; 6 Cabos de Aviación; 1 Cocinero; 1 Corneta; 12 Rasos, ayudantes Mecánicos; 29 Rasos, y Raso, Barbero.
- Banda de Música: 1 Capitán, Director; 1 1.º Teniente, Sub-Director; 1 Músico Principal; 8 Músicos 1.ª clase; 12 Músicos de 2.ª clase; 18 Músicos de 3.ª clase; 15 Músicos de 4.ª clase, y 1 Tambor Mayor.
- Destacamento de la Marina Nacional: 1 Capitán de Vapor, Comandante del Transporte Presidente Trujillo; 1 Capitán, Maquinista de Vapor; 1 1.er Teniente, Oficial de Vapor; 1 1.er Teniente, Maquinista de Vapor; 3 2.os Tenientes, Navegantes de Guardacostas; 1 2.º Teniente, Oficial de Vapor; 2 dos. Tenientes, Navegantes de Guardacostas 2.ª clase; 1 Contramaestre de Vapor; 1 Maquinista 1.er clase de Vapor; 1 Carpintero de Vapor; 1 Mayordomo de Vapor; 1 Cocinero de 1.er; 1 Cocinero 2.ª; 1 Cocinero 3.er 1 Cantinero; 2 Camareros 1.er; 3 Camareros 2.ª; 3 Motoristas de Guardacostas; 4 Cocineros de Guardacostas; 4 Marineros, Timoneles de Vapor; 12 Marineros, Timoneles; 1 Pañolero de Máquina de Vapor; 3 Engrasadores de Vapor; 3 Fogoneros de Vapor; 1 Calderero de Vapor; 1 Motorista 2.º; 3 Motoristas 3.er; 9 Marineros Aprendices, y 1 Marinero, Barbero.
- Destacamento de Transportación: 1 Capitán Comandante; 1 1.er Teniente, Encargado de Taller; 1 2.º Teniente; 1 2.º Teniente, Jefe de Mecánicos; 1 Sargento Primero; 1 Sargento A&C; 5 Sargentos de 1.ª; Chauffer de la Mansión Presidencial; 4 Sargentos 1.ª Clase Mecánicos; 1 Sargento 2.º Clase Chauffer de la Mansión Presidencial; 3 Sargentos Chaufferes de Camiones; 1 Cabo de 1.ª Chauffer del Secretario de Interior, Policía, Guerra y Marina; 5 Cabos Mecánicos; 4 Cabos Chaufferes de Camiones; 1 cabo 1.º Soldador Eléctrico; 1 Cabo 1.º Carpintero; 2 Cabos 2.º Mecánicos; 4 Cabos; 32 Rasos Chaufferes de Guaguas; 15 Rasos Ayudantes de Mecánicas; 45 Chaufferes de Automóviles; 1 Raso Talabardero; 1 Raso Hojalatero; 1 Cocinero; 1 Corneta; 20 Rasos Motoristas; 1 Raso Barbero; y 12 Rasos.
- Destacamento de Radiotelegrafía: 1 1.er Teniente; 1 Sargento Técnico; 3 Sargentos; 3 Cabos; y 20 Rasos.
- Personal de Línea: 27 Capitanes; 25 Primeros Tenientes; 48 Segundos Tenientes; 11 Cadetes; 28 Sargentos Primeros; 29 Sargentos A&C; 88 Sargentos; 199 Cabos; 28 Cocineros; 29 Cornetas; 27 Rasos Barberos; y 1726 Rasos.

Territorialmente estas fuerzas se organizaban en dos Departamentos y el Cuartel General, distribuidos de la siguiente manera:
- Cuartel General (Santo Domingo): Estado Mayor; Regimiento "Generalisimo Trujillo"; Regimiento "Ramfis"; Centro de Enseñanza "General Trujillo"; las Comandancias de 3 Batallones de Infantería del Regimiento "Generalisimo Trujillo" ; Comandancia del Puesto Ciudad Trujillo; Oficina de Leyes e Inteligencia; Intendencia de Armas; Intendencia de Marina; Intendencia de Aviación; Cuerpo de Aviación; Cuerpo de Ingenieros; Destacamento de Radiotelegrafía y Señales; Destacamento de Aviación; Destacamento de Marina; Destacamento de Intendencia; Escuadrón de Caballería; Compañía de Artillería y Ametralladoras; Banda de Música; y las 2.ª, 7.ª, 15.ª, 17.ª, 21.ª, 22.ª, 24.ª, 25.ª, Compañías de Infantería.
- Departamento Norte (CG - Santiago): 10.ª. y 14.ª Compañías con asiento en Santiago; 8.ª Compañía (Puerto Plata);  23.ª Compañía (Monte Cristy); 19.ª Compañía (Monte Cristy); 3.ª Compañía (La Vega); 6.ª Compañía (San Francisco de Macoris); 13.ª Compañía (Samana); y la 18.ª Compañía (Moca),
- Departamento Sur (CG - San Cristóbal): 1.ª Compañía (San Pedro de Macoris); 5.ª Compañía (Barahona); 9.ª Compañía (Azua); 11.ª Compañía (Seybo); y la 12.ª Compañía (San Cristóbal).

E 1 de agosto del año 1947, mediante Orden General el ejército crea la Guardia Presidencial unas semanas antes de la inauguración del nuevo edificio de gobierno, el Palacio Nacional, con la misión de custodiar el mismo y formar tropas para rendir honores militares en actos oficiales a jefes de Estados y diplomáticos que visiten la casa de gobierno.

### El ejército desde el Gobierno de Balaguer hasta la actualidad
Para 1970, el ejército dominicano era una imponente fuerza heredada del régimen, organizada en 3 brigadas de infantería y una 4.ª brigada del CEFA considerada una entidad separada del ejército. La 1.ª brigada (con asiento en santo domingo), al mando del gen. Neit Nivar Seijas, formada por 3 batallones y una fuerza de 2,198 hombres. La 2.ª brigada (con asiento en Santiago), al mando del General Guarionex Estrella Sadhalá, formado por 5 batallones y una fuerza de 2,482 hombres. La 3.ª brigada (con asiento en San Juan de la Maguana), al mando del Coronel Francisco Medina Sánchez, formado 2 batallones y una fuerza de 1,285 hombres.
A partir de 1989, el ejército dominicano tuvo una fuerza de aproximadamente 13 000 efectivos. Para la fecha existían cuatro brigadas, Cada brigada tenía de tres a cinco batallones de infantería, así como diversas unidades de apoyo. Había diecisiete batallones de infantería en total. Varios de los batallones eran asignados fuera de la zona de la capital desempeñaban funciones de Policía que incluyeron la participación en los asuntos locales, políticos y administrativos. Otros elementos principales de combate incluyen un batallón de artillería, un batallón blindado, un batallón de la guardia presidencial y un batallón de ingenieros.
Estacionado cerca de Santo Domingo, la primera brigada ha sido tradicionalmente la más poderosa de las brigadas, en virtud de su ubicación y recursos militares. La Primera Brigada tenía cinco batallones de infantería, así como el batallón de ingenieros. La Segunda Brigada y la Tercera Brigada se encuentran en Santiago y Barahona, respectivamente. Sus activos se extendió por todo el país, y sus unidades se centran principalmente en los problemas locales. La Cuarta Brigada, también llamada Centro de Entrenamiento Fuerzas Armadas (CEFA) debido a su misión de entrenamiento extenso, se encuentra en San Isidro, a diez kilómetros al este de la capital. La Cuarta Brigada controla el batallón blindado, así como tres batallones de infantería. La Cuarta Brigada también impartió capacitación básica, avanzada y especializada. También en San Isidro se encuentra el batallón de artillería del ejército, que se organizó como una orden separada en el Estado Mayor. Otra organización independiente y muy potente era el Comando de Apoyo de Combate, que incluía el batallón de la guardia presidencial y las unidades de la policía militar, sanidad e intendencia. A partir de 1989, los activos blindados incluyen catorce tanques ligeros, veinte vehículos blindados, y diez vehículos blindados. La artillería estaba equipada con veinte y dos obuses de 105 mm.

## Organización
Organización regular de combate
Unidades orgánicas del ejército

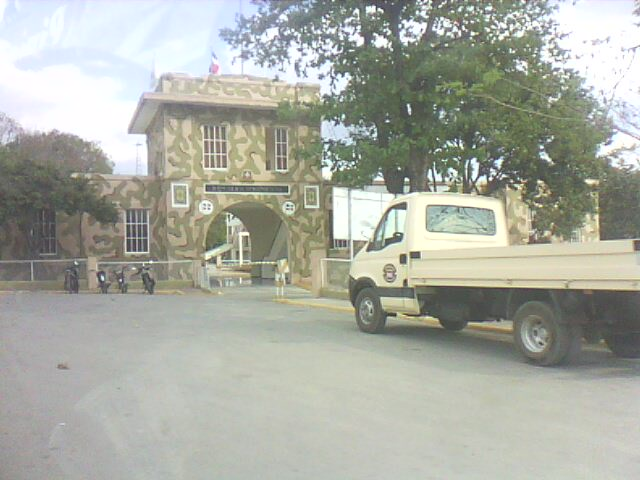
Fortaleza del CESFRONT en Comendador, Provincia Elías Piña

- 1.er Regimiento de Guardia Presidencial (Santo Domingo)
- 2.º Regimiento de Guardia de Honor de Ministerio de Defensa  (Santo Domingo)
- 6.º Batallón Cazadores de montaña (Constanza)

1.er Escuadrón de Caballería Aérea, Mayor Piloto Aníbal Vallejo Sosa, E.N. (Aeropuerto Internacional La Isabela):
- 2 Robinson R-44
- 4 Robinson R-22
- 5 Bell OH-58C
- 3 Bell OH-58A+
- 2 Piper PA-28 Cherokee
- 1 Cessna 206

1.ª Brigada de Infantería - CG Santo Domingo
- Batallón de Infantería 1 Juan Pablo Duarte (Com. y todos los elementos en Campamento 16 de Agosto, Santo Domingo).
- Batallón de Infantería 2 Francisco del Rosario Sánchez (Com. y todos los elementos en Campamento 16 de Agosto, Santo Domingo).
- Batallón de Infantería 3 Ramón Matías Mella (Com. y todos los elementos en Campamento Ramón Mella, San Cristóbal).
- Escn. de Exploración y Reconocimiento (Campamento 16 de Agosto, Santo Domingo) - equipados con vehículos de piel suave, incluidos todo terrenos.
- Batería de Morteros Pesados (Campamento 16 de Agosto, Santo Domingo) - equipadas con cuatro M-30 4.2 inch mortars.

2.ª Brigada de Infantería - CG santiago
- Batallón de Infantería 5 (Com., Compañía de Apoyo & Compañías de Infantería 5, 6 &  7, todas en Santiago.)
- Batallón de Infantería 7 (Com., Compañía de Apoyo y Compañía de Infantería 12 en San Francisco de Macorís; Compañías de Infantería 11 en Cotuy, 13 en Nagua & 14 en Samaná).
- Batallón de Infantería 8 (Com, Compañía de Apoyo y Compañía de Infantería 8 en Puerto Plata; Compañías de Infantería 9 en Moca & 10 en San José de Matas).
- Pelotón de Exploración (Fortaleza Fernando Valerio, Santiago) - equipados con vehículos de piel suave, incluidos todo terrenos.
- Batería de Obuses (Fortaleza Fernando Valerio, Santiago) – equipadas con cuatro M-101 105mm, obuses.
- 6.º Batallón (en reserva).
- 7.º Batallón (en reserva).
- 11.er Batallón (en reserva).

3.ª Brigada de Infantería - CG San Juan de la Maguana
- Batallón de Infantería 12 (Com, Compañía de Apoyo y Compañía de Infantería 22 en Azua).

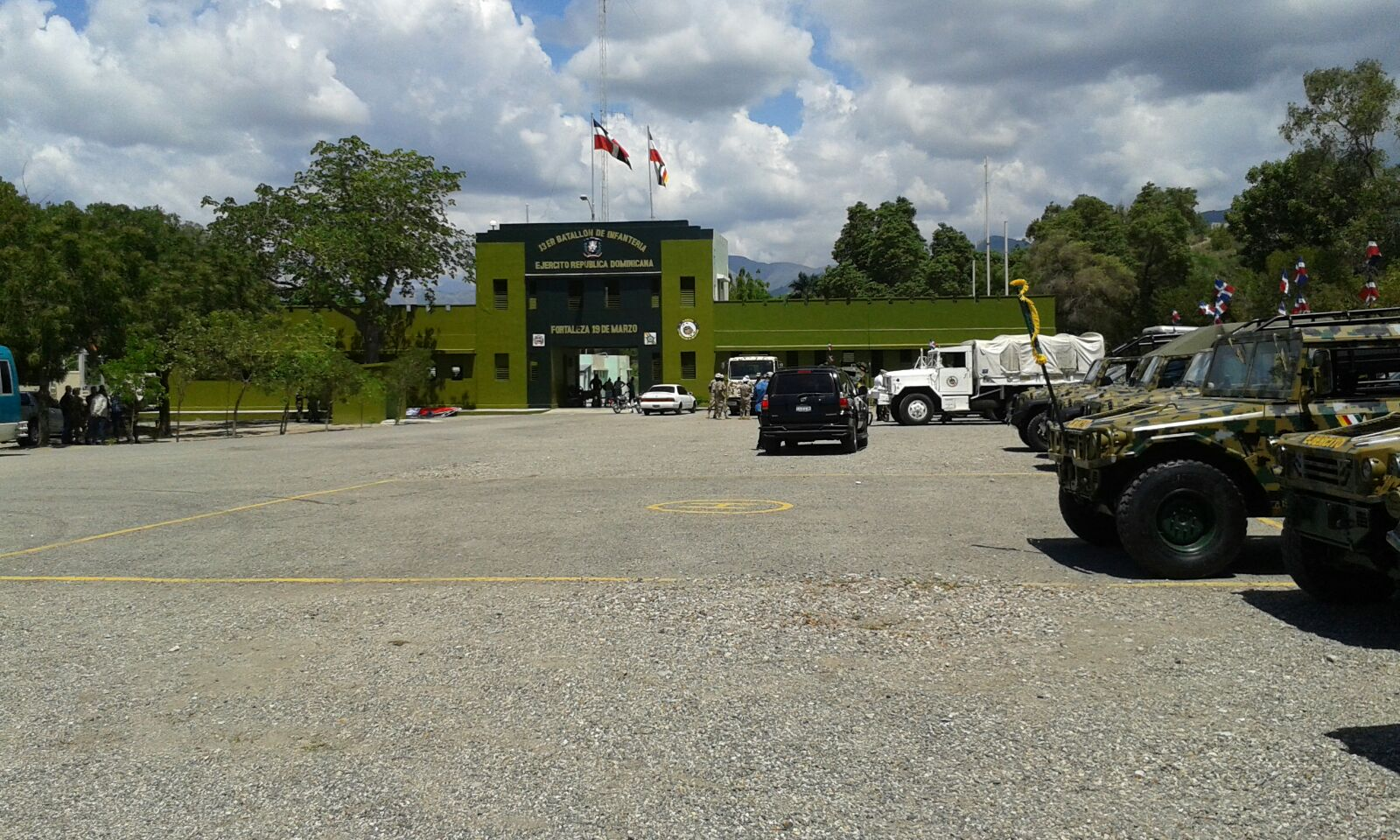
Fortaleza 19 de marzo, Azua de Compostela.

- Batallón de Infantería 13 (Com, Compañía de Apoyo y Compañía de Infantería 23 en San Juan de Maguana; Compañía de Infantería 24 en Elías Piña).
- Batallón de Infantería 14 (Com. y Compañía de Apoyo en Las Matas de Farfán; Compañía de Infantería 25 en Pedro Santana).
- Pelotón de Exploración - equipados con vehículos de piel suave, incluidos todo terrenos.
- Batería de Morteros Pesados – equipadas con cuatro morteros ECIA de 120 mm.

4.ª Brigada de Infantería - CG mao
- Batallón de Infantería 9 MACHETEROS (Com. y todos los elementos en Fte. 19 de Noviembre, Mao).
- Batallón de Infantería 10 (Com, Compañía de Apoyo y Compañía de Infantería 16 en Dajabón; Compañías de Infantería 15 en Monte Cristi & 17 en Restauración).
- Batallón de Infantería 11 (Com y Compañía de Apoyo en La Vega; Compañía de Infantería 26 en Sabana Iglesia).
- Pelotón de Exploración (Fte. 19 de Noviembre, Mao) - equipados con vehículos de piel suave, incluidos todo terrenos.
- Batería de Morteros Pesados(Fte. 19 de Noviembre, Mao) - – equipadas con cuatro morteros ECIA de 120}

5.ª Brigada de Infantería - CG Barahona

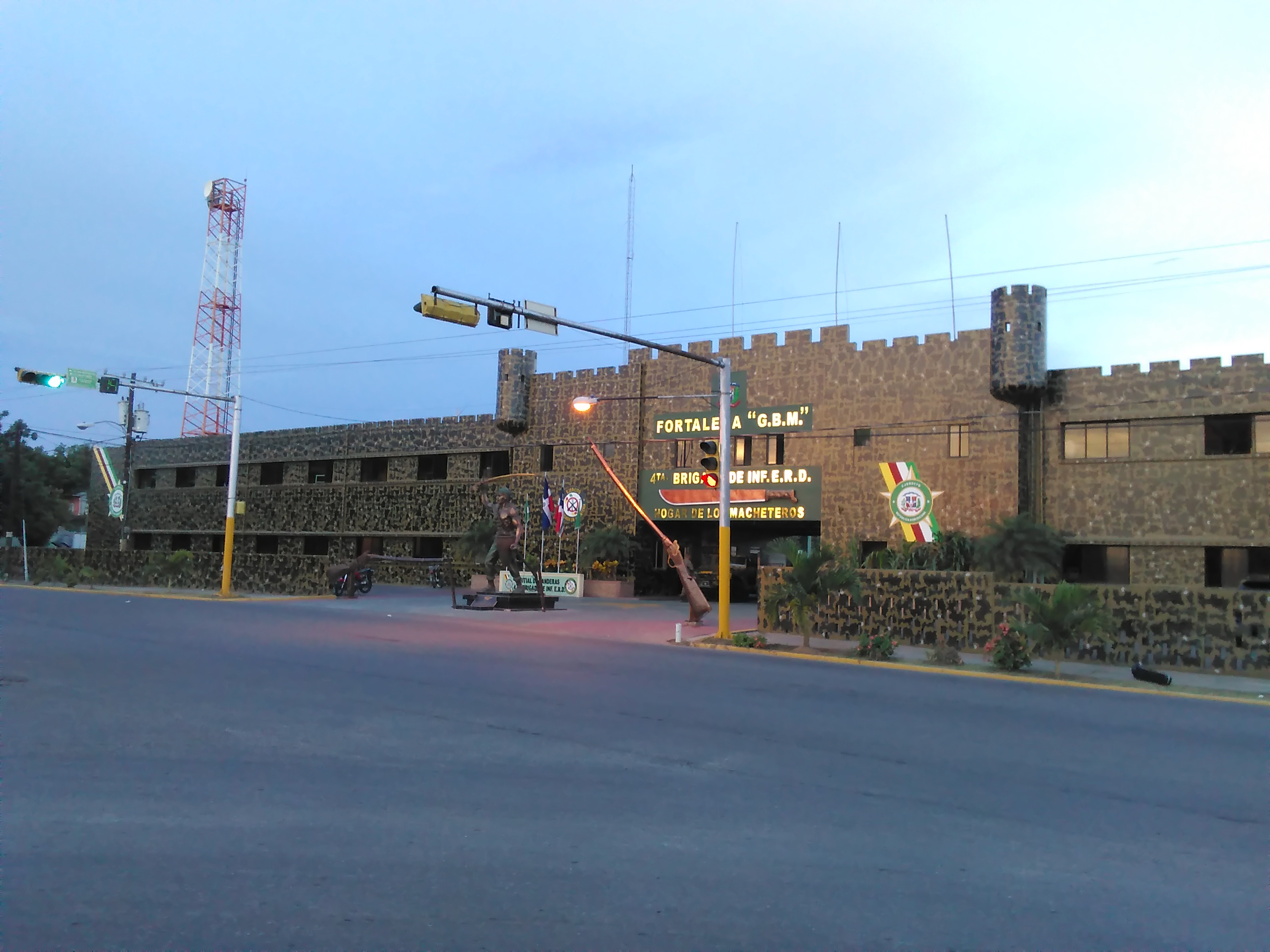
4.ª Brigada de Infantería del Ejército Dominicano, Valverde, Mao.

- 15.º Batallón de Infantería (Com. y Compañía de Apoyo en Barahona; Compañías de Infantería 18 en Neiba & 19 en Jimani).
- 16.º Batallón de Infantería (Com., Compañía de Apoyo y Compañía de Infantería 20 en Duvergé; Compañía de Infantería 21 en Pedernales).
- Pelotón de Exploración - equipados con vehículos de piel suave, incluidos todo terrenos.
- Batería de Morteros Pesados – equipadas con cuatro morteros ECIA de 120 mm.

6.ª Brigada de Infantería - CG San Pedro de Macoris
- Batallón de Infantería 4 (Com., Compañía de Apoyo & Compañía de Infantería 1 en San Pedro de Macorís; Compañía de Infantería 2 en La Romana)
- Batallón de Infantería 17 (Com., Compañía de Apoyo & Compañía de Infantería 4 en El Seybo; Compañía de Infantería 3 en Higüey)
- Pelotón de Exploración - equipados con vehículos de piel suave, incluidos todo terrenos.
- Batería de Morteros Pesados equipadas con cuatro morteros ECIA de 120 mm.

Brigada de Apoyo De Combate - CG Villa Mella, Santo Domingo
- Batallón Blindado (Com. y todos los elementos en Villa Mella)
- 1.er escuadrón 12 M-41 tanque ligero.
- 2.º escuadrón 8 V-150 Commando AFVs.4 se encuentran a disposición del 1.er R.de G.P., 2 fueron transferidos al Com.Anti.-Ter.
- 3.er escuadrón 16 M3 A1 Semi Orugas.
- Batallón de Artillería (Com. y todos los elementos en Villa Mella):  con 12 obuses Reinosa 105mm/26 y 8 morteros ECIA de 120mm.
- Batallón de Ingenieros (Com. and y todos los elementos en Santo Domingo).
- Batallón de Comunicaciones (Com. y todos los elementos en Santo Domingo).

Brigada de Apoyo De Servicio - CG Santo Domingo
- Batallón de Apoyo de Servicios (Com. y todos los elementos en Santo Domingo):

Compañía de Intendencia (Santo Domingo)
Compañía de Sanidad (Santo Domingo)
Compañía de Policía Militar (Santo Domingo)
- Batallón de Mantenimiento de Materiales de Guerra (CG en Santo Domingo); en el que se incluye a la unidad de la Compañía de Armeros en San Cristóbal).
- Batallón de Transporte (HQ y todos los elementos en Santo Domingo).

Escuela de Graduados de Estudios Militares, ERD.
- Escuela de Comando y Estado Mayor (con sede en San Isidro)

Dirección General de Entrenamiento.
- Escuela Militar (con sede en la Base Aérea de San Isidro)
- Batallón de Entrenamiento (con sede en el Campamento 27 de Febrero, en Santo Domingo)

| Aeronave             | Origen         | Tipo                         | Versiones        | En Servicio | Notas |
| -------------------- | -------------- | ---------------------------- | ---------------- | ----------- | ----- |
| Bell OH-58 Kiowa     | Estados Unidos | Helicóptero Utilitario       | OH-58A/C         | 8           |       |
| Robinson R22         | Estados Unidos | Helicóptero de Entrenamiento | R22              | 4           |       |
| Robinson R44         | Estados Unidos | Helicóptero Utilitario       | R44              | 2           |       |
| Piper PA-28 Cherokee | Estados Unidos | Avión Utilitario             | Cherokee Cruiser | 2           |       |
| Cessna 206           | Estados Unidos | Avión Utilitario             | 206              | 1           |       |

## Galerías de exjefes
Exjefes del Ejército Nacional Dominicano.
|  | Nombre                                      | Rango                    | Año entrante | Año saliente |
|  | ------------------------------------------- | ------------------------ | ------------ | ------------ |
|  | Rafael Leónidas Trujillo                    | General de Brigada, E.N. | 17-05-28     | 17-08-30     |
|  | Simón Díaz                                  | General de Brigada, E.N. | 17-08-30     | 15-07-31     |
|  | Ramón Vázquez Rivera                        | General de Brigada, E.N. | 15-07-31     | 07-05-33     |
|  | José García                                 | General de Brigada, E.N. | 07-05-33     | 01-12-34     |
|  | Federico Fiallo                             | General de Brigada, E.N. | 01-12-34     | 01-11-35     |
|  | Aníbal Trujillo Molina                      | General de Brigada, E.N. | 01-11-35     | 02-11-36     |
|  | Héctor Trujillo                             | General de Brigada, E.N. | 02-11-36     | 01-01-44     |
|  | Fernando A. Sánchez                         | General de Brigada, E.N. | 01-01-44     | 12-07-44     |
|  | Federico Fiallo                             | General de Brigada, E.N. | 12-07-44     | 23-12-46     |
|  | Fausto E. Caamaño Medina                    | General de Brigada, E.N. | 23-12-46     | 03-04-48     |
|  | Fernando A. Sánchez                         | General de Brigada, E.N. | 03-04-48     | 01-05-49     |
|  | José García Trujillo                        | General de Brigada, E.N. | 01-05-49     | 03-02-52     |
|  | Ernesto Pérez González                      | General de Brigada, E.N. | 05-06-52     | 17-11-53     |
|  | Virgilio García Trujillo                    | General de Brigada, E.N. | 17-11-53     | 20-12-54     |
|  | Félix Hermida González                      | General de Brigada, E.N. | 19-01-55     | 16-07-57     |
|  | Virgilio García Trujillo                    | General de Brigada, E.N. | 10-11-57     | 18-11-58     |
|  | Santos Marte Pichardo (Interino)            | General de Brigada, E.N. | 18-11-58     | 22-01-59     |
|  | Máximo R. Bonetti Burgos (Interino)         | General de Brigada, E.N. | 22-01-59     | 16-07-59     |
|  | José R. Roman Fernández                     | General de Brigada, E.N. | 16-07-59     | 02-08-60     |
|  | Fernando A. Sánchez, Hijo                   | General de Brigada, E.N. | 02-08-60     | 16-07-61     |
|  | Virgilio García Trujillo                    | General de Brigada, E.N. | 16-07-61     | 19-11-61     |
|  | Luis Roman Tirado                           | General de Brigada, E.N. | 19-11-61     | 21-01-62     |
|  | Marcos A. Jorge Moreno                      | General de Brigada, E.N. | 21-01-62     | 17-07-62     |
|  | Marcos A. Rivera Cuesta                     | General de Brigada, E.N. | 17-07-62     | 19-01-63     |
|  | Renato Ungría Morel                         | General de Brigada, E.N. | 19-01-63     | 01-02-64     |
|  | Salvador A. Montás Guerrero                 | General de Brigada, E.N. | 01-02-64     | 17-02-65     |
|  | Juan M. Lora Fernández (Constitucionalista) | General de Brigada, E.N. | 17-02-65     | 18-05-65     |
|  | Marcos A. Rivera Cuesta                     | General de Brigada, E.N. | 17-02-65     | 10-09-65     |
|  | Jacinto Martínez Arana                      | General de Brigada, E.N. | 10-09-65     | 06-01-66     |
|  | Enrique Pérez y Pérez                       | General de Brigada, E.N. | 06-01-66     | 26-02-66     |
|  | Elio O. Perdomo Rosario                     | General de Brigada, E.N. | 26-02-66     | 15-02-67     |
|  | Juan E. Pérez Guillén                       | General de Brigada, E.N. | 15-02-67     | 14-04-70     |
|  | Rafael A. Valdez Hilario                    | General de Brigada, E.N. | 14-04-70     | 04-08-71     |
|  | Rafael De Js. Checo Aquino                  | General de Brigada, E.N. | 04-08-71     | 29-12-72     |
|  | Enrique Pérez y Pérez                       | General de Brigada, E.N. | 29-12-72     | 12-05-75     |
|  | Braulio Álvarez Sánchez                     | General de Brigada, E.N. | 12-05-75     | 16-08-77     |
|  | Marcos A. Jorge Moreno                      | General de Brigada, E.N. | 16-08-77     | 20-07-78     |
|  | Enrique Pérez y Pérez                       | General de Brigada, E.N. | 20-07-78     | 30-09-78     |
|  | Ramiro Matos González                       | Mayor General, E.N.      | 30-09-78     | 28-07-81     |
|  | Manuel A. Lachapelle Suero                  | Mayor General, E.N.      | 28-07-81     | 05-09-83     |
|  | Manuel A. Cuervo Gómez                      | Mayor General, E.N.      | 05-09-83     | 17-08-84     |
|  | José Ernesto Cruz Brea                      | Mayor General, E.N.      | 17-08-84     | 16-08-86     |
|  | Tommy R. Fernández Alarcón                  | Mayor General, E.N.      | 16-08-86     | 17-08-87     |
|  | Constantino Matos Villanueva                | Mayor General, E.N.      | 17-08-87     | 26-08-90     |
|  | Sancito Caro Brito                          | Mayor General, E.N.      | 26-08-90     | 24-11-91     |
|  | José Emilio Guzmán Fernández                | Mayor General, E.N.      | 24-11-91     | 07-09-93     |
|  | Iván Aquiles Hernández Oleaga               | Mayor General, E.N.      | 07-09-93     | 13-05-96     |
|  | Hernán Disla González                       | Mayor General, E.N.      | 13-05-96     | 16-08-96     |
|  | Andrés Apolinar Disla                       | Mayor General, E.N.      | 16-08-96     | 17-08-98     |
|  | José Eliseo Noble Espejo                    | Mayor General, E.N.      | 17-08-98     | 03-03-00     |
|  | José E. Valdez Bautista                     | Mayor General, E.N.      | 03-03-00     | 16-08-00     |
|  | Manuel Ernesto Polanco Salvador             | Mayor General, E.N.      | 16-08-00     | 19-08-02     |
|  | Carlos Luciano Díaz Morfa                   | Mayor General, E.N.      | 19-08-02     | 27-03-03     |
|  | Jorge Radhamés Zorrilla Ozuna               | Mayor General, E.N.      | 27-03-03     | 16-08-04     |
|  | José R. Estrella Fernández                  | Mayor General, E.N.      | 16-08-04     | 16-08-06     |
|  | Juan Ant. Campusano López                   | Mayor General, E.N.      | 16-08-06     | 18-08-08     |
|  | Joaquín V. Pérez Feliz                      | Mayor General, E.N.      | 18-08-08     | 16-08-10     |
|  | Carlos A. Rivera Portes                     | Mayor General, E.N.      | 16-08-10     | 16-08-11     |
|  | Pedro Antonio Cáceres Chestaro              | Mayor General, E.N.      | 16-08-11     | 16-08-12     |
|  | Rubén Darío Paulino Sem                     | Mayor General, E.N.      | 16-08-12     | 18-08-14     |
|  | José E. Matos de la Cruz                    | Mayor General, ERD.      | 20-08-14     | 18-08-16     |
|  | Braulio Alberto Alcántara López             | Mayor General, ERD.      | 16-08-16     | 24-08-18     |
|  | Estanislao Gonell Regalado                  | Mayor General, ERD.      | 22-08-18     | 16-08-20     |
|  | Julio Ernesto Florián Pérez                 | Mayor General, ERD.      | 16-08-20     | 16-08-22     |
|  | Carlos Antonio Fernández Onofre             | Mayor general, ERD.      | 16-08-22     | Actual       |

## Condición Actual
Actualmente la fuerza básica está concentrada en infantería ligera la cual en general se puede decir que está bien equipada con rifles básicos de combate y nuevos rifles de asalto modernoscomo equipos de combate para soldados.  Los vehículos (tanto de transporte como blindados) se puede encontrar blindados modernos y las piezas de artillería y antitanque que tiene en servicio son anticuados y en su mayoría piezas de museo, como el tanque ligero M-41.

## Rangos
| País | Aspirante a Oficial | Oficiales Subalternos | Oficiales Subalternos | Oficiales Subalternos | Oficiales Superiores | Oficiales Superiores | Oficiales Superiores | Oficiales Generales | Oficiales Generales | Oficiales Generales |
| --- | ------------------- | --------------------- | --------------------- | --------------------- | -------------------- | -------------------- | -------------------- | ------------------- | ------------------- | ------------------- |
| República Dominicana |                     |                       |                       |                       |                      |                      |                      |                     |                     |                     |
| Estudiante Cadete | Segundo Teniente    | Primer Teniente       | Capitán               | Mayor                 | Teniente Coronel     | Coronel              | General de Brigada   | Mayor General       | Teniente General    |                     |
| 1 El rango de General de 3 estrellas es un rango que el militar designado como Ministro de Defensa solo podrá ostentarlo mientras dure su gestión y se va al retiro con dicho rango. 2 Habitualmente los Viceministros, Comandantes Generales, director general de la Policía Nacional y otras direcciones o departamentos, son generales de 2 estrellas. |                     |                       |                       |                       |                      |                      |                      |                     |                     |                     |

### Cadetes
| País                 | Estudiante Militar |                 |                |  |
| República Dominicana |                    |                 |                |  |
|                      |                    |                 |                |  |
| Cadete 1.er Año      | Cadete 2.º Año     | Cadete 3.er Año | Cadete 4.º Año |  |

### Suboficiales
| País                 | Suboficial     |                 |  |
| -------------------- | -------------- | --------------- |  |
| República Dominicana |                |                 |  |
| Subteniente I        | Subteniente II | Subteniente III |  |

### Alistados
| País                             | Personal Enlistado |      |          |                |  |
| -------------------------------- | ------------------ | ---- | -------- | -------------- |  |
| República Dominicana             |                    |      |          |                |  |
| Militar de línea o de Infantería | Raso               | cabo | Sargento | Sargento Mayor |  |

- El Rango Militar de línea o de Infantería es un Rango general, le aplica a todos los rangos del Ejército Dominicano. Designa a los militares de las Brigadas de Infantería.